# 對於反對逃犯條例修訂草案運動中香港警隊的批評
在反對《逃犯條例》修訂草案運動中，香港警方的處理手法為人詬病。例如警隊被批評在內部加緊對警員的身體和思想控制，以強化警隊對示威者的仇恨，亦有聲音批評警隊高層靠攏中國大陸當局，不再維持政治中立；在外部與無差別襲擊市民的黑社會人士勾結，且使用不必要及過份武力、違反國際標準及規範。
國際特赦組織確認香港警隊在2019年6月12日大體和平的示威中，使用不必要及過份武力，違反國際人權法。
2019年8月13日，聯合國人權事務高級專員辦事處發言人指出，聯合國人權理事會已檢視可信證據，證實香港執法人員使用「低致命武器」時違反國際標準及規範，至2020年2月，聯合國人權特別報告員向香港政府發信，稱接獲反送中運動期間，香港義務醫療人員及急救員提供醫療時，被拘捕、騷擾及恐嚇等事件，要求特區政府交代和回應。但港府未有按要求在60日內回覆聯合國。
《華盛頓郵報》於2019年12月25日發表詳盡報道，稱取得過百頁警方武力指引等文件，並邀請9名國際專家審視65宗警察使用武力事件，指只有8%事件中警方武力合符指引。
雖然聯合國及不同外國媒體均對香港警察執法問題，甚至拘捕醫護的行徑作出指責，但林鄭月娥堅稱香港沒警暴發生，社會必須支持警隊執法。政府亦多次發聲明，反駁所有外國的批評「沒有事實根據」。
有鑑於市民關注和社會上對警隊的批評，獨立監察警方處理投訴委員會就2019年反修例事件大型公眾活動和警方行動，進行研究並在2020年5月16日發表獨立專題審視報告，希望市民可以更全面明白警方在暴力事件前扮演的角色。報告中亦提出52項針對警隊行動的建議和部分大型公眾活動的觀察報告，當中包括721元朗襲擊事件，612警方執法行動等。唯坊間仍認為該報告沒有提及警方失職部分。

## 背景
自衝突加劇，爆發多次流血衝突，香港政府無一官員為此問責下臺，反用警隊面對民眾。前綫警員亦因此疲於奔命，近乎失控，警隊高層又靠攏中國大陸當局，不再維持政治中立。

## 執法過程濫用暴力

警察在八三一事件中攻擊乘客時之狀況，以及乘客受到胡椒噴霧攻擊後相擁嚎哭。

2019年10月2日，防暴警察在大圍驅趕期間，粗暴地將一名街坊推倒在地

2019年6月12日，大批反對修例市民因應《逃犯（修訂）條例草案》恢復二讀，冲击警方防线，包圍立法會、佔據夏慤道和龍和道。警方向在場示威者施放約150枚催淚彈、20發布袋子彈及數發橡膠子彈。民陣原本獲警方批出不反對通知書，在中信大廈附近範圍舉行和平集會，但警方武力清場。警方又在醫院搜捕傷者。一系列處理手法備受爭議，因此示威者除了要求撤回條例修訂法案，還要求成立獨立調查委員會。國際特赦組織確認香港警隊在2019年6月12日大體和平的示威中，使用不必要及過份武力，違反國際人權法。
7月1日後民陣暫時停止遊行，運動改為集中在連儂牆，以及不同地區的遊行及集會。7月9日，林鄭宣布《逃犯條例》修訂「壽終正寢」，但仍然拒絕撤回法案，導致社會民怨持續。民陣抨擊政府漠視民意，決定在7月21日舉行第六場遊行。當日示威者包圍中聯辦，投擲雞蛋和向中國國徽潑墨，被中港政府斥責是暴徒挑戰一國兩制的底線，當晚警方在中上環用橡膠子彈等清場。7月21日，警方在上環向示威者開了36槍，包括橡膠子彈、催淚彈等，但沒有使用實彈。同日，2019年7月元朗襲擊事件中，警方被指放任元朗白衣人的暴力襲擊。警方聲望再受挫。
8月11日，一位女示威者被射中右眼，經診斷後，其右眼全數爆裂，永久失去視力。但事後，該名女子提出司法覆核，指不滿警方未經其同意下向法庭申請手令索取其醫療報告。高等法院其後判其理據不足，判以敗訴，而其視力亦並非坊間一開始所傳全部喪失。司法程序後，少女再無公開露面。有指該少女被警方的布袋彈擊中，亦有指是其他示威者使用彈弓或鋼珠誤傷（前衞生及食物局局長高永文亦一度同意有關講法）。
2021年5月，《東方日報》報導K小姐無爆眼、已赴台，並刊出該女子雙眼完好無損在機場拍攝笑容美照片。眾新聞其後引述接近該女子的消息報導該少女已經離港赴台，並表示其受傷的右眼視力並無恢復，只是通過整容技術在表面上作出補救。
隨著眾新聞的報導出台，其他傳媒再跟進案件，並深入報導。如星島日報報導，醫療報告內容中對該女子傷勢雖沒有結論，但其眼部傷勢不嚴重，亦沒有「爆眼」或傷及眼球和內部組織，主要是眼睛周邊位置受創，視力沒受到嚴重損害。至於如何造成受傷亦沒法肯定，有可能是其他硬物造成。而且，該女子受傷後在伊利沙伯醫院留醫約一星期便出院，未幾已康復。
文匯報亦報導，香港警方已獲取的醫療報告內容中對其傷勢雖沒有結論，並未「爆眼」或傷及眼球和內部組織，主要是眼睛周邊位置受創，視力沒受到絲毫損害，明顯並非警方布袋彈所致。若以上兩則報導屬實，則K女子爆眼並不存，只是眼部曾受輕傷。整個案件要有較多證據出現，或所謂爆眼的女子出來被檢驗，才能證明了。
同日於銅鑼灣有多家傳媒拍攝到疑似警員假扮示威者執法，事後警方開記者會解釋其行動目標。時任警務處副處長（行動）鄧炳強指，有關行動屬拘捕核心暴力分子的必要行動。，翌日警方記者會回應，警員會偽裝成不同人士
2019年8月13日，聯合國人權事務高級專員辦事處發言人指出，聯合國人權理事會已檢視可信證據，證實香港執法人員使用「低致命武器」時違反國際標準及規範。
2019年8月31日的太子站襲擊事件中，警察被指無差別襲擊市民。

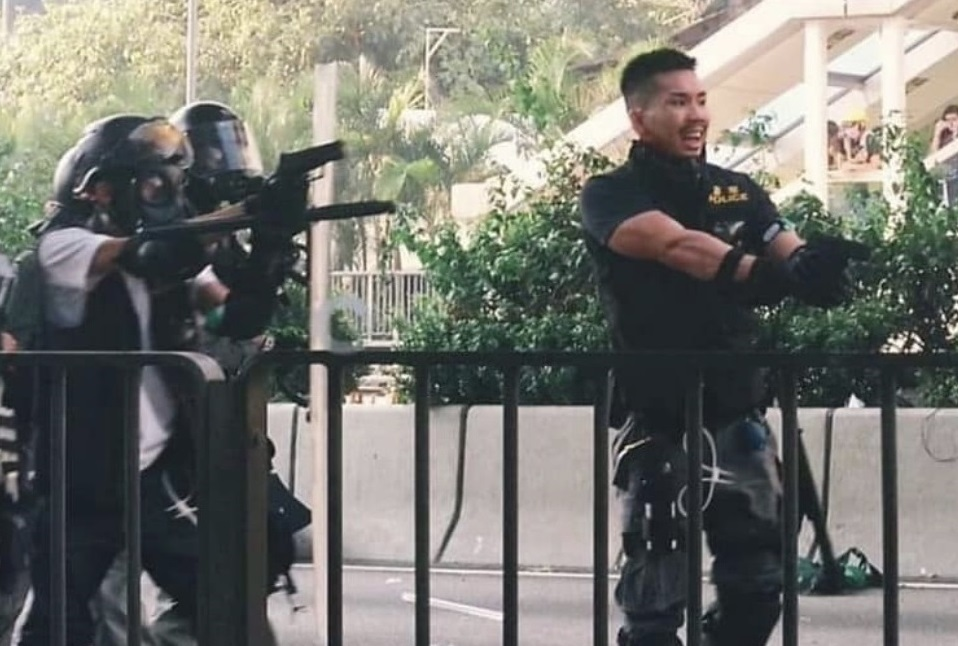
2019年10月1日黃大仙，警員持真槍射擊市民時被攝到面帶燦爛笑容。

2019年9月29日，有警員被攝到面帶笑容近距離向記者噴胡椒噴霧。同一天，港台直播攝到警員在灣仔一天橋上面帶笑容將槍指向市民。
當衝突中被捕人士壓倒在地上制服後，往往會以被穿上鋼底軍靴、裝甲護脛等重型武裝的防暴警以踩頭、膝跪重壓其頭、頸部，導致被制服者有窒息及腦部缺血致命危險。2020年5月7日一名非華裔男子在尖沙咀被多名警員以包括壓頸等手段制服時報稱不適，送院搶救一天後死亡。警方卻表示這是「適當武力」。

### 濫用橡膠子彈

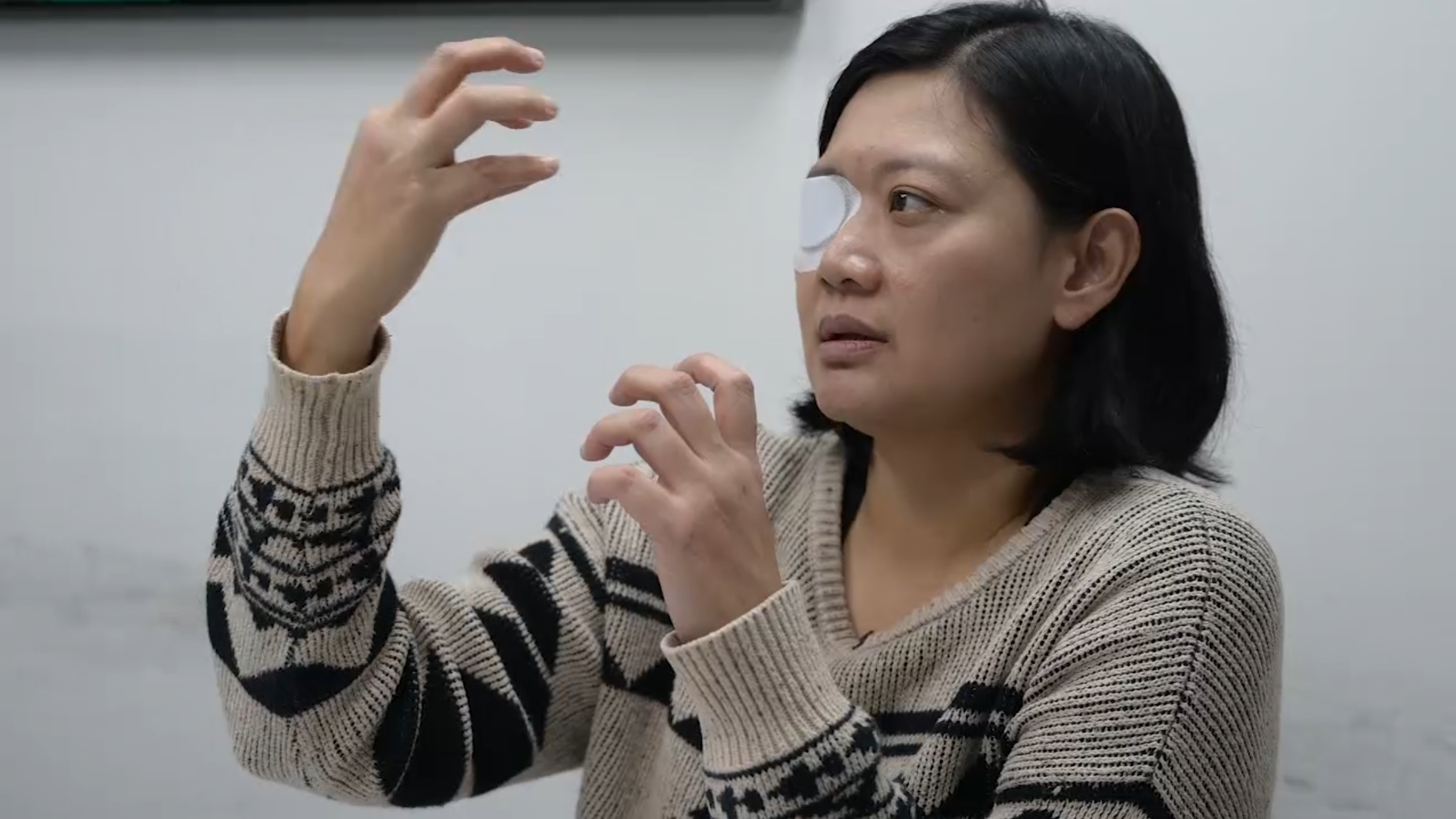
印尼記者維比·英達在2019年的全球反極權大遊行中被警察使用橡膠子彈擊中右眼，導致右眼失明

於6月12日，有警察在未有警告的情況下開槍，橡膠子彈擊中示威者右眼，該名示威者並無作出任何攻擊行為。該名示威者其後曾以暴動罪被捕，及後右眼僅餘視力2.5%。之後，該示威者表示將會要求法庭宣告有關武力違法、違反警察通例第29章〈武力及槍械的使用〉以及要求就案件對他的人身傷害作出賠償。香港電台發言人伍曼儀稱該台一名外判司機在下車時疑被警察催淚彈擊中，一度心臟停頓；在接受其他傳媒司機急救後，獲送上救護車載往瑪麗醫院，現時情況穩定及清醒。

### 濫用催淚彈

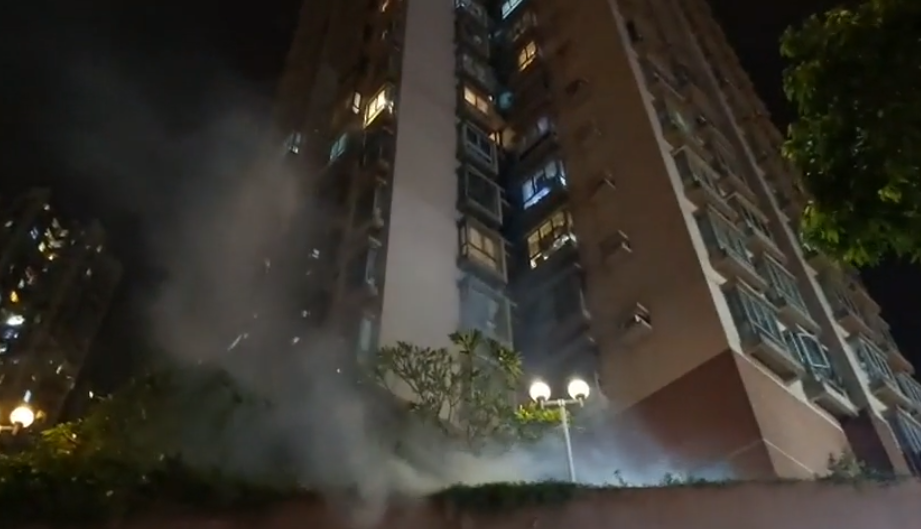
10月28日晚上，防暴警察施放催淚彈到寶怡花園平台，催淚煙湧滿住宅單位外，有住戶窗戶被擊碎。

在連日衝突期間，防暴警察經常施放大量催淚彈，以圖驅散示威者。但在市區大量使用催淚彈，往往波及週邊民居、商舖、甚至安老院等設施，社區中與示威完全無關、且缺乏防護裝備人士皆受害。社區中的食肆、糧食店須銷毀大量受污染食材。民間將警察在市區大量使用、濫用催淚彈的場合，揶揄為「催淚彈放題」。有報導指，自6月9日的半年起，警方已發射1.6萬枚催淚彈，即平均每日發射逾90枚催淚彈。
2019年8月11日，警方在葵芳站內發射催淚彈及橡膠子彈，影響乘客及職員安全
2019年10月28日屯門不明氣體洩漏事件，防暴警察多次施放催淚彈驅散，並射中兆軒苑逸生閣7樓走廊和寶怡花園平台，有住戶窗戶被擊碎。其後防暴警察更自行按大堂密碼進入寶怡花園住宅平台搜查，據報有居民被捕，引起住戶不滿。同年11月13日晚上9時許，沙田好運中心竹林閣低層住戶在家中吃晚飯期間，發現警員用電筒照射其單位，便就向他們發射催淚彈，催淚煙射穿玻璃向家內四散，全家為了避開刺鼻氣體，因而跑落大堂逃避。住戶表示沒有任何叫喊和挑釁，只是好奇查看外面。批評警方「明明話留喺屋企先最安全，點知又射上嚟，有咩辦法啫？」其後事主透過律師去信警務處，要求警方派員執走催淚彈頭和賠償，但警方曾恐嚇她違法藏有彈殼，事主批評警方態度有問題。
2019年11月18日佐敦警民衝突期間，有報紙檔疑被催淚彈引燃，起火焚毀。

### 濫用水炮車
警方10月20日九龍區衝突間，使用水炮車施放顏色水劑識別示威者，彌敦道沿途有商店被射中，貨品被藍色水沾污。
2019年11月11日，水炮車在太子行動期間，懷疑無故攻擊一間藥房，令店內貨物損毀。。

### 以警車衝撞人群
前線警察示威中，至少兩次懷疑以警察車輛衝撞示威人群。根據《警察通例》，以車輛撞人並非警察行動中可以使用的合法武力。
- 2019年11月11日上午，有示威者於葵芳新都會廣場對出道路堵路，以雜物築成路障，突然示威者與數名交通警發生口角。一名交通警駕駛警察電單車駛向示威者及記者，並在人群中左穿右插，三度衝撞人群。警方在同日下午記者會上表示，認為非常嚴重，涉事警員已被即時停止前線工作及休假[52]。

- 11月18日有網民號召到理工大學聲援被圍困示威者，多區再爆發衝突。油麻地彌敦道有警車疑直衝過路障，衝向示威人群。行動部高級警司汪威遜辯稱做法是警方戰術上考慮，又聲稱「高速駕駛不代表不安全」[53]。

### 滥暴攻擊女性
2019年11月14日，有警員攻擊一名孕婦，該孕婦其後被捕。
2020年2月9日，西貢區議員王卓雅被捕時，曾指有警員抓胸非禮。

### 攻擊嬰兒和兒童
網民2020年5月10日發起「香港獨立 唯一出路 母親節行街」活動，下午起在尖沙咀海港城、旺角新世紀廣場、觀塘apm和荃灣廣場等多個商場均有大批市民聚集，防暴警員多次進入商場驅散在場人士，其中有警員在旺角新世紀廣場發射胡椒球彈，多名市民受波及，更有嬰兒疑被擊中劇痛而痛苦嚎哭。有人更拍攝到有警員在美食廣場內「制服」一名據悉9歲的男童壓倒在地上，引起香港兒童權利委員會關注，要求警方解釋和質疑警方使用不必要武力。
2020年9月6日有網民發起九龍區遊行，防暴警在彌敦道一帶任意截查、搜捕途人，一名12歲女童在一處警方封鎖線疑因受驚欲急步離開時，被多名全副武裝的防暴警撲倒並以騎姿重壓在地上，手腳受傷。警方事後數度回應，先後聲稱「事主形跡可疑」、「市民不應在高風險地方出現」等，企圖將事任責任完全推卸至女童身上。護苗基金因為其親政府立場，對此事默不作聲。

## 敵視記者及妨礙採訪工作

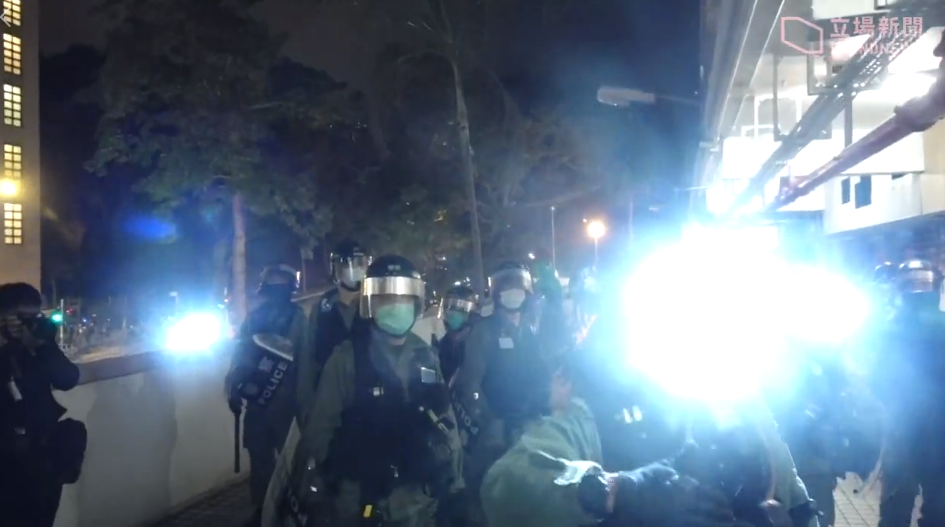
防暴警察經常用足以損害視力的超強光射燈阻礙記者拍攝

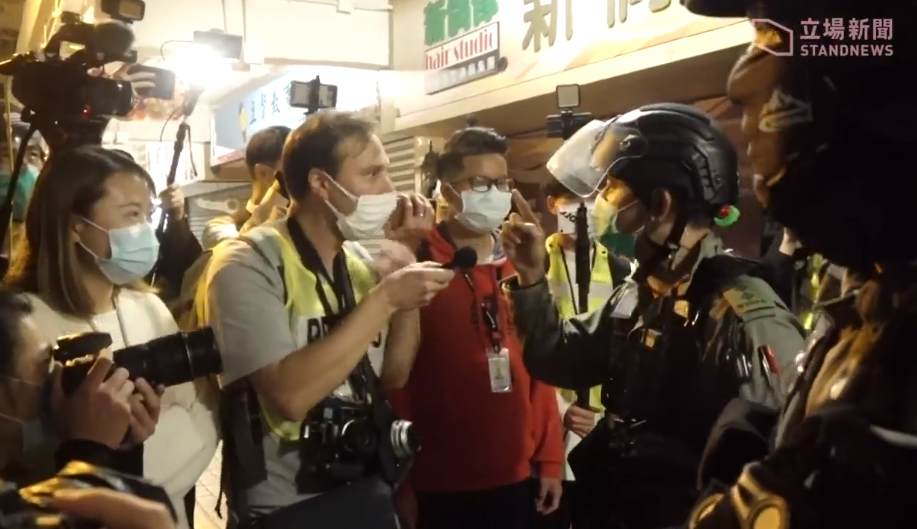
警方行動期間多次阻礙現場記者拍攝，引起記者不滿，但警員繼續侮辱和嘲諷記者

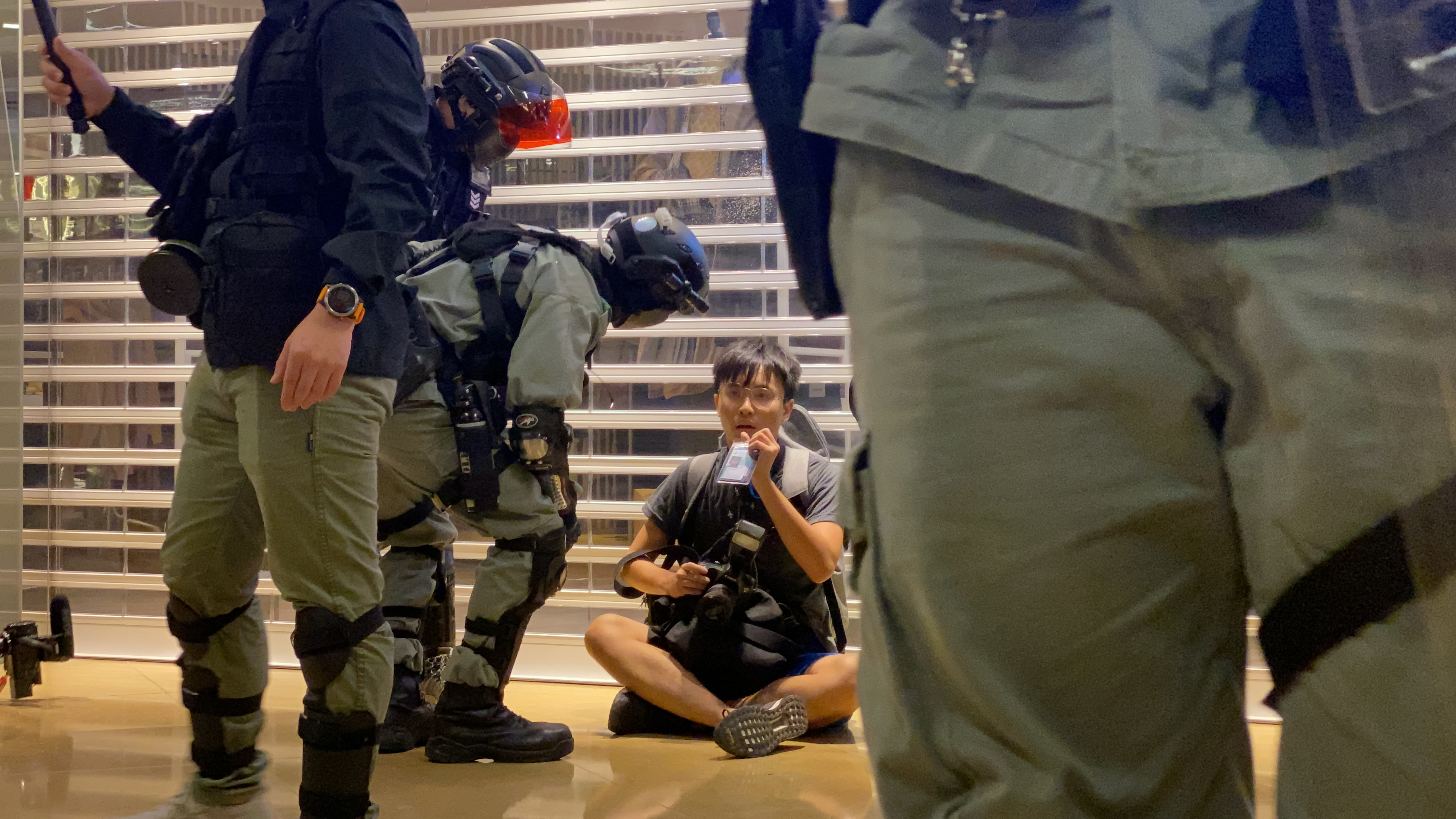
2019年11月3日，香港浸會大學編委記者鄧澤旻於太古城中心採訪期間被防暴警察制服、拘捕、施以涉及性暴力言語恐嚇

根據警察通例，警員在執行職務的時候應盡量配合傳媒採訪工作。但香港警察一連串針對傳媒記者的濫權及暴力行為，包括用粗口辱罵記者、足以損害視力的超強力閃光阻礙拍攝、故意展示記者個人資料、任意架設大範圍封鎖線阻撓記者拍攝，向記者及鏡頭噴灑胡椒噴霧、推跌記者、用警棍毆打記者、用防暴盾推撞記者、任意否定記者身分並作侮辱式盤查、定額罰款，甚至拘捕、從背後發射海綿彈，亦有質疑指警方發射橡膠子彈射爆記者眼球致其失明，警方的行為被指侵害記者正常採訪的權利，危害新聞自由與公眾知情權。
2020年9月22日警方公布正式修改《警察通例》，將警員在執行職務時「須盡量配合傳媒採訪工作」，改為「在不影響行動效能下配合傳媒採訪工作」，並參照政府新聞處資訊發布系統，去確認傳媒工作者身分。措施變相成為警方對記者發牌制度，亦意味警方全盤否定學生記者、非主流媒體記者、自由身記者之身分。他們不單在遊行集會現場有被任意鎮壓、拘捕風險，其新聞材料或不再受到法律保護，嚴重打擊新聞自由。
2020年12月21日，高等法院法官周家明就香港記者協會司法覆核要求「指明警方違法地阻礙傳媒採訪活動違反基本法及人權法，而警務處處長無法或是有意拒絕指出這一系列的警方缺陷」作出聲明，頒下判詞並判敗訴。。判詞理據包括，如視記協供詞為表面證供並不恰當，而當中部分指控並未能證實。法庭亦不適合頒布概括命令，其中指出警方有責任以合法方式維持社會安寧。有關判決被視為對記者協會的一大挫敗。

## 妨礙醫護救援工作
反送中運動期間，有醫療人員及急救員組成義務團隊，不論是警察、示威者、市民、記者受傷，他們都會救治。但警察拒絕承認其人道角色，只將他們視作「阻礙執法」、「協助暴徒」，甚或是「喬裝暴徒」，他們在不同情況下被暴力攻擊、拘捕、騷擾及恐嚇，及被阻延提供救援。聯合國人權特別報告員今年2月向香港政府發信，要求政府交代和回應。但港府未有按要求在60日內回覆聯合國。

## 執法過程不當合作

### 警黑合作
在2019年7月元朗襲擊事件中，警方亦被批評與無差別襲擊市民的黑社會人士勾結。8-9月，警方再被批評與和示威者鬥毆的福建幫勾結合作。警黑合作為歷年香港市民對香港警隊的指控。在2014年雨傘運動中開始被廣為提及，自2019年反送中運動開始，此指控達至高峰。

### 疑與中國武警合作
2020年3月18日，路透社引述消息指有多達4000名中國人民武裝警察部隊成員駐紮在香港，參與了鎮壓香港示威者的行動，有香港警察陪同中國武警到前線。中國武警與解放軍均由中國共產黨中央軍事委員會直接領導，現任中共中央總書記兼中央軍委主席為習近平。中國國防部和香港警務處否認有關消息。

## 蒙面及拒絕出示委任證、警員編號

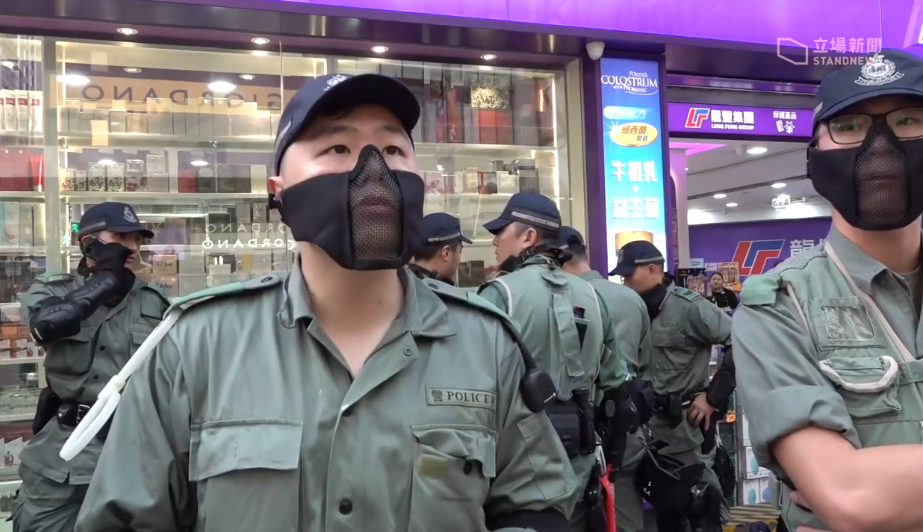
香港「警察」執勤時蒙面、不展示編號、不出示委任證。

警隊一向要求警員佩戴委任證，或展示警員編號。依據《警察通例》，警員行使權力時必須表明身分，便衣人員需出示委任證，或展示警員編號。依據《警察通例》，警員行使權力時必須表明身分，便衣人員需出示委任證，在有市民要求時，警長以下職級的警員應披露職級及警務處職員編號。《警訊》節目亦多次提醒市民，有懷疑時應要求自稱警務人員的人士出示委任證，防範有人冒充警務人員作出各式非法行為。。亦有影評人早於2007年指出，警務人員出示委任證是警察電影的必備元素，在《五億探長雷洛傳》中，即使是港英時代香港警方最貪污腐敗的1950年代，警察出勤依然會配上委任證。
然而，6·12佔領行動起，警員屢次違反守則。為此，五名立法會議員於6月27日到灣仔警察總部作出投訴，要求警方作出徹底調查。其後，處理示威的警員，不論軍裝還是便裝人員以面罩蒙面、不出示委任證、不展示警員編號已變成常態。警員拒絕展示編號的同時，卻在制服上張貼大量與行動無關的字句、口號、徽章等，有違反《警察通例》之嫌，也反映其紀律日益敗壞。有前線警員執勤時高呼「不需展示委任證」，亦有警員將出示委任證要求視為挑釁，對提出的市民惡言辱罵，甚至毆打、拘捕。8月16日，浸大學生會會長方仲賢被捕期間，四名黑衣警員中有三名仍然拒絕出示委任證。
除了民主派議員向警察總部投訴外，亦有市民向高等法院提出司法覆核，要求法庭強制所有非便衣警員在制服上顯示編號。公民黨亦去信警務處處長盧偉聰，促請警方展示編號及委任證。但建制派卻避談此議題，例如7月20日守護香港集會不曾提及。8月22日，監警會副主席張華峰議員表示，要求速龍小隊出示委任證對警員不公平；同日下午，他向記者澄清，他沒說過「執法毋須守法」。在2020年元旦遊行期間，多名疑似警員的蒙面人，在灣仔盧押道匯豐銀行外手持霰彈槍等槍械徘徊，在一般市民眼中，就像持械打劫銀行的匪徒。
然而，警察行動時完全拒絕表露身份，對社會造成非常嚴重後果：市民無法分辨行動中自稱是「警察」又拒絕展示證件證明身分者，到底是真警察還是冒警匪徒下，或會出於義憤包圍、群起指罵，繼而引發警民衝突，令警民關係更趨惡劣。同時，此舉會助長更多人冒警犯法，當中甚至可能涉及持械行劫、綁架等嚴重罪行。
雖然警方自2019年底在遊行集會等衝突現場以展示「行動呼號」取代展示完整警員編號，聲稱此舉可在表露身分與保護私隱間取得平衡，但由警員所屬隊伍、行動時站位等組成的「行動呼號」，遠比獨一無二、最多由五位數字組成的警員編號複雜難記，市民在衝突現場混亂間未必能清楚記住，亦有警員會有意無意以裝備、肩帶等物件遮掩展示行動呼號卡位置，更遑論防暴警繼續蒙面根本無法認人之下，要確認涉及不當行為的警員真正身分並投訴仍然非常困難。
警方一反常態，違反守則，令輿論質疑其背後目的可能是：
1. 逃避問責。
市民若要到投訴警察課投訴警察，必須先明確指出涉事人員身分，故這些不展示編號、不出示委任證、且因蒙面而無法進行認人，完全不能識別身分的「警員」，一旦做出包括濫用暴力在內的任何不當行為，市民皆無法投訴、追究。
立法會議員鄺俊宇於立法會大會質詢保安局長李家超，批評此舉令市民無從投訴警員。即使警員違法、濫用暴力，市民難以追究。[112]
2. 方便內地執法人員冒充香港警察。
由於6月12日鏡頭下警員對付示威人士所使用的武力非比尋常，而警員又不展示其編號，市民懷疑有內地執法人員假扮香港警察。此說一時甚囂塵上。6月15日，警方Facebook專頁發帖予以否認。[113]8月7日，《環球時報》公開談及內地公安介入香港局勢的可能，稱香港《公安條例》第40條已經提供行動的法律依據[114]，再次引發社會疑慮。兩日後特區政府發出「澄清謠言」新聞稿，強調香港警察全是香港永久性居民。[115]
除了有官方回應作佐證的質疑之外，網民還提出其他質疑：一、當議員向第一線警員要求出示證件，警員默不作聲；[116][117]二、執行任務時，警員當刻的身體本能反應更像內地武警[118]；三、警員衝口而出說了普通話，繼有8月5日的「同志們」[119][120]、8月24日的「放催淚」[121]。
3. 卧底工作，假冒示威者。有示威者早已意識到有非示威人士在人群中收集情報。[122]8月11日晚，銅鑼灣出現一批黑衣人士，即場抓人，又避答記者對其身分的提問。[123]事件引起社會高度關注。翌日警務處副處長鄧炳強於記者會首次承認有派卧底於人群中工作[124]。亦有報導指有警方飛虎隊成員裝扮成示威者破壞和縱火，其身份就連前線警員都不知道，而目的是要社會對示威者反感，企圖改變社會輿論的風向[125]。

但上述有關警員隱藏身分從事違法活動的指控從未獲得證實。
從心理學角度出發，網上不少人提出或探討「隱藏個人身份」與「對人使用不尋常武力」之間可能正是《路西法效應：好人是如何變成惡魔的》描述的因果關係，其中有醫學雜誌、報章及周刊。同時，亦有人提出「去過性化」也可產生慈悲救弱傾向的評論。

### 引發冒警事件
由於警員不用再出示委任證，曾造成多宗冒警事件。單是2020年頭9個月，就發生最少8宗冒警事件。一名自稱反黑組警員的「王Sir」，2019年8月訂購大量葡萄適。惟事隔逾一年，對方仍未繳清貨品款項。結果所拘捕的一名涉案男疑犯，警方指他並非警員。在2020年1月2日，屯門一名61歲男子被兩名懷疑冒警賊人行劫，搶去21萬元現金。

## 防暴貼「風林火山」徽章

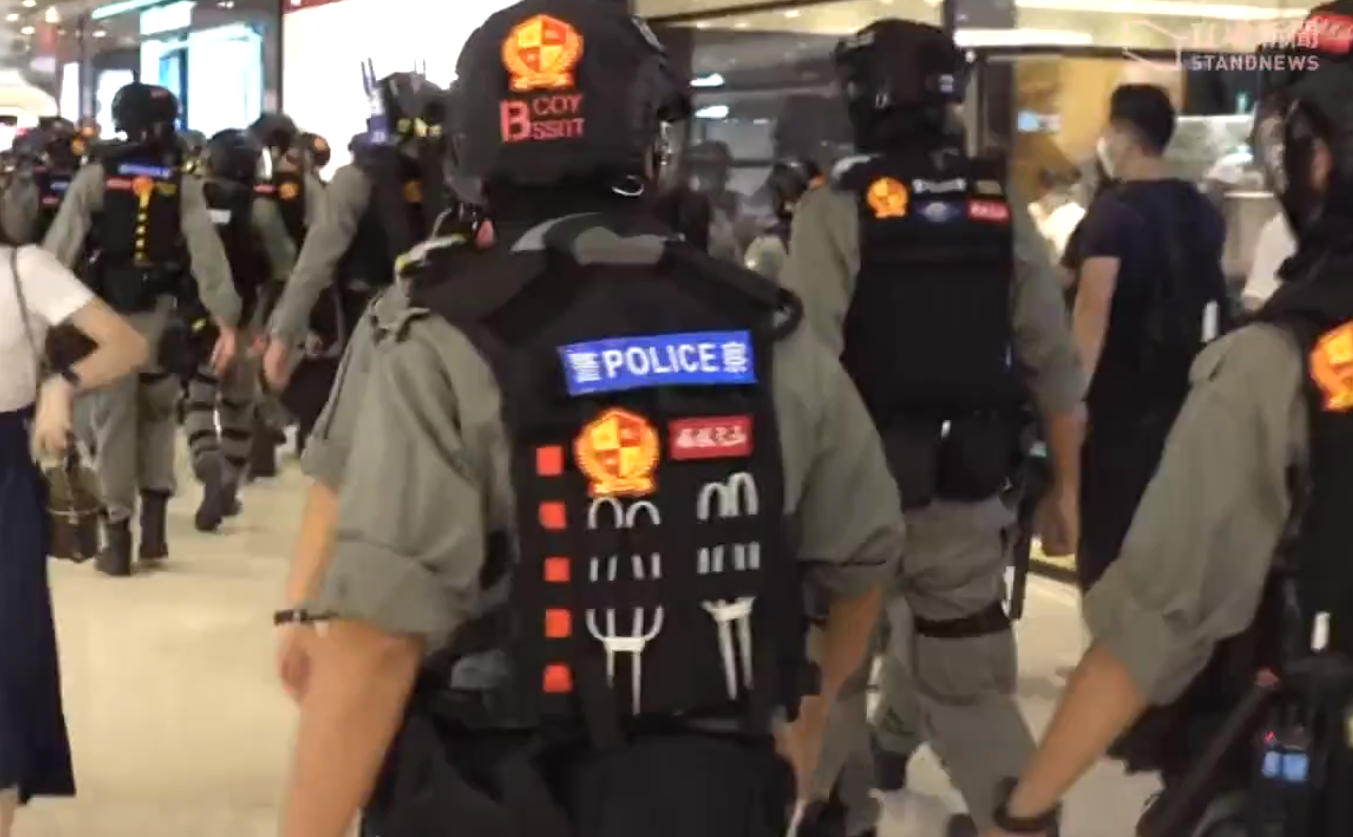
防暴警察貼上「風林火山」標語和寫有「Bravo」字眼徽章，引起市民認為無法辨別身份。不過警方認為徽章可提升團隊精神及士氣，並不會影響市民對警隊的印象，實屬可以理解

2020年6月起，有防暴警察貼上各種與執行正當職務無關的標貼，如「風林火山」、「勁揪」標語，和寫有「Bravo」字眼徽章等，讓市民無法辨別身份，批評警隊在民望非常低的情況下，只能透過貼徽章增加存在感。而藝人王喜在個人Youtube頻道表示相關事件相當嚴重，其中「侵掠如火」極為不恰當，要求該隊涉事警員銷毀所有「風林火山」布章。而根據《警察通例》第15章，除非獲得警務處長批准，警務人員不得改變警方所發的制服或衣著。而警方回應指執勤時佩戴徽章，可讓相關人員易於識別，提升行動效率，團隊精神及士氣，同時不會影響市民對警隊的印象，實屬可以理解。

## 喬裝為示威者拘捕示威者

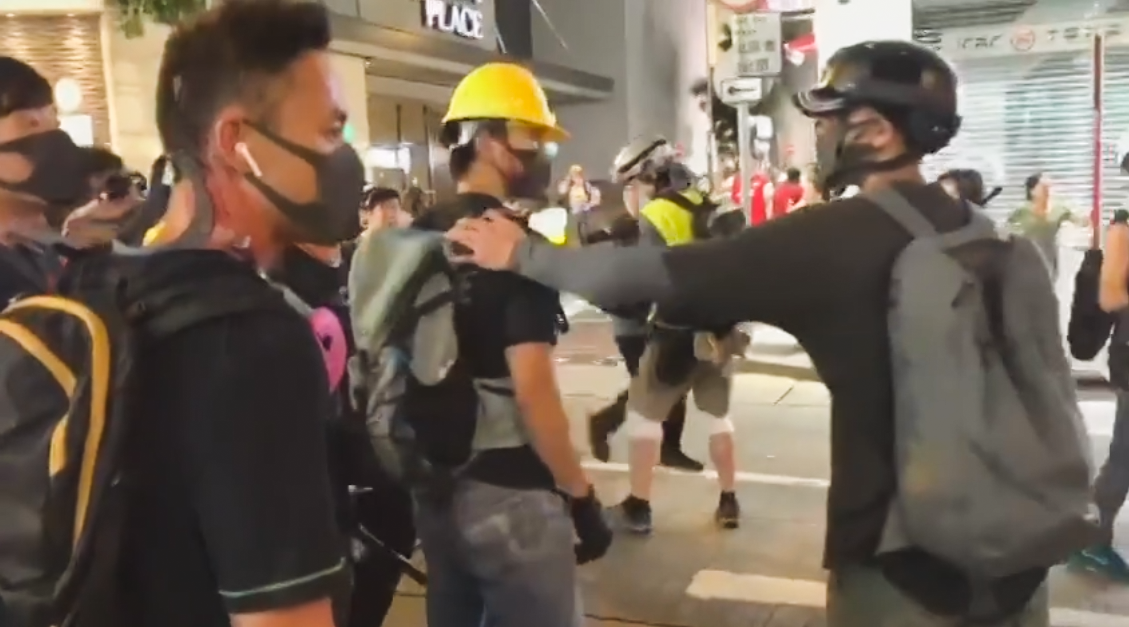
2019年8月11日，多名警員穿着與示威者相似的服飾，民間批評是製造及煽動衝突場面

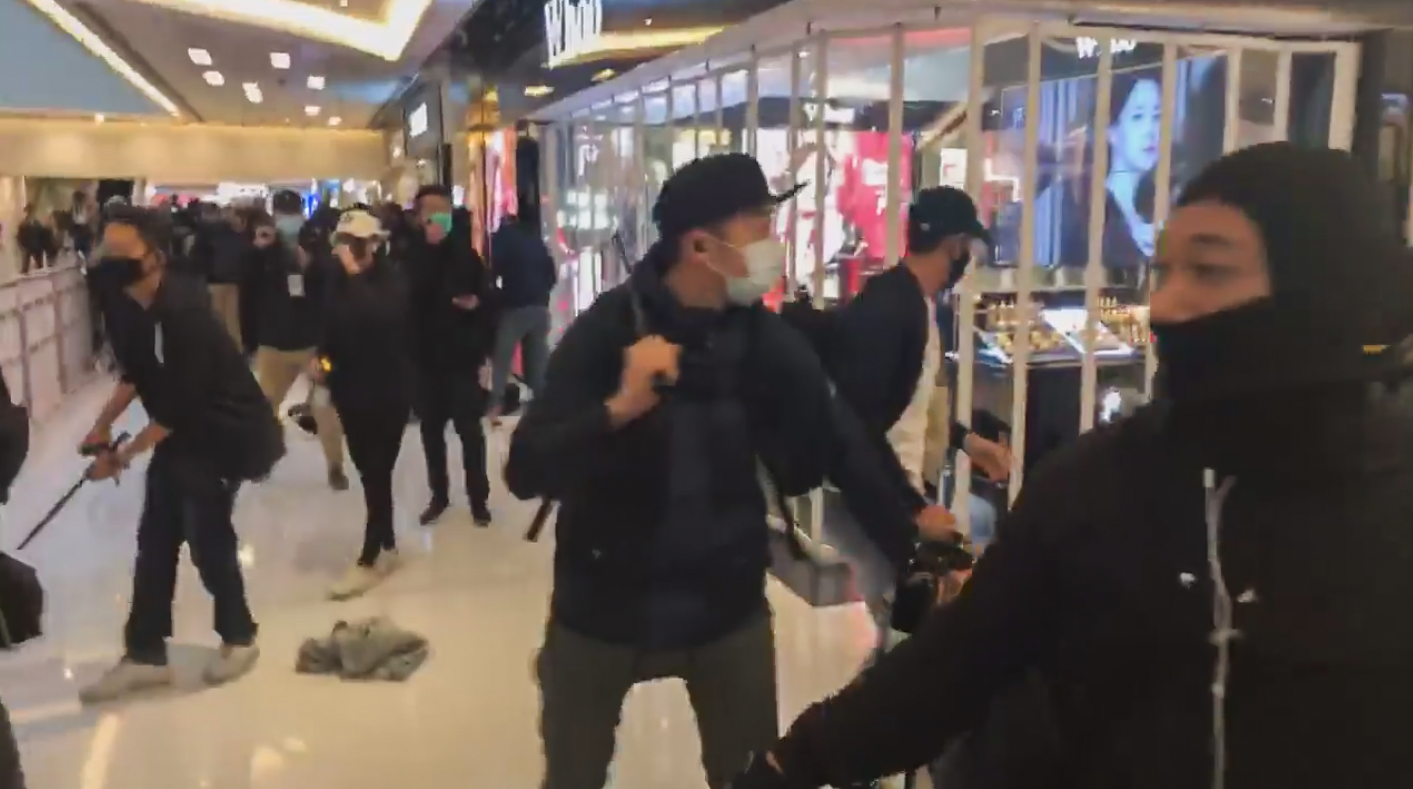
2019年12月「和你 Shop」，多名警員穿着與市民相似的服飾，引起市民不安和場面混亂

2019年8月11日晚上9時33分，示威者在銅鑼灣廣場一期外設置路障，期間有垃圾筒被焚毀。到晚上10時04分，多名警員突然衝出波斯富街制服和拘捕多名示威者，部分人因為警方的突然衝擊而受傷。當中包括10多名喬裝成示威者的便衣警員。他們穿上和示威者相同的黑衣黑褲、部分便衣警員亦頭戴和示威者類似的工程頭盔、工程用眼罩和防塵面罩，手持警棍，沒有戴上委任證，其後登車離開。有路過的市民直斥警方無恥，有記者追問喬裝示威者的警員後，警方問應「可向警察公共關係科查詢」，又說「我的委任證不需要給全世界人看」和「用一下你的專業知識」回應。有關事件受到各家媒體及社會關注，民權觀察成員王浩賢指出一般的便衣警員已可制服和拘捕示威者，冒充示威者缺乏正當的理由，而在場冒充示威者的警員亦涉嫌煽動群眾進行非法集結等行為；民間記者會在翌日指無戴委任證及穿黑衣的疑似警察畜意製造衝突，並質疑「警方之前不斷譴責的暴動行徑，到底有多少是出自警方的精心策劃？」從中煽動衝突，甚至是警方自編自導自演各種激進行為，認為警方必須公開所有行動指引及守則；民主派批評警方的做法是「燒完警察僅餘的公信力」；立法會議員林卓廷質疑在示威中出現的不法行為，便衣警員或冒充示威者的警察有多大程度的參與；立法會議員毛孟靜表示，大家看到警察裝作示威者後，任何放火及丟東西都可以是警察做的，並指警方是水洗也洗不清。

### 被指喬裝進行縱火及破壞
自8月起有媒体指警方喬裝成蒙面示威者參與示威活動及煽動衝突，并有假扮示威者的警員在身份敗露後於維多利亞公園在人群中開槍，更有称警察假扮示威者投擲汽油彈，及有警察被指喬裝成示威者在灣仔站縱火。在反對逃犯條例修訂草案運動中示威者對港鐵的衝擊中，市民亦發現有多個警員假扮成激進示威者在已經落閘關閉的上水站內徘徊，令外界質疑警員假扮示威者破壞港鐵設施再嫁禍給示威者。
警方冒充示威者受到各家媒體及社會關注，民權觀察成員王浩賢指出一般的便衣警員已可制服和拘捕示威者，冒充示威者缺乏正當的理由，而在場冒充示威者的警員亦涉嫌煽動群眾進行非法集結等行為；民間記者會在翌日指無戴委任證及穿黑衣的疑似警察畜意製造衝突，並質疑「警方之前不斷譴責的暴動行徑，到底有多少是出自警方的精心策劃？」從中煽動衝突，甚至是警方自編自導自演各種激進行為，認為警方必須公開所有行動指引及守則；民主派批評警方的做法是「燒完警察僅餘的公信力」；立法會議員林卓廷質疑在示威中出現的不法行為，便衣警員或冒充示威者的警察有多大程度的參與；立法會議員毛孟靜表示，大家看到警察裝作示威者後，任何放火及丟東西都可以是警察做的，並指警方是水洗也洗不清。

### 疑似蒙面警遭到同袍襲擊
於12月26日示威活動當中，有手持警棍的懷疑便衣警被防暴警抓頸，需由另一名同樣面戴圍巾的男子提醒對方為「自己人」才獲放行，亦有蒙面的懷疑便衣警，被防暴警員箍頸。
至1月5日上水反水貨客遊行，期間警方曾在上水中心作驅散行動，制服及帶走多人。一名便衣蒙面警員亦在上水中心多次被胡椒噴霧噴面，便衣警員多番大叫「自己人」都無用，直至他展示委任證後，防暴警員才停止使用胡椒噴霧。

## 性暴力
- 街頭執法期間，警員不斷辱罵女性市民為「雞（妓女）」[158]。更曾有警員作出恐嚇強姦言論[159][160]，惟警方否認指控[159][160]。後來又再被爆出向女性市民表示要「嗒她」（粵語；意為拘捕）。

- 在絕大部分衝突現場中，前線防暴警都漠視女性被捕人須由女警處理，並須避免與異性作不必要身體接觸的規定。

- 2019年8月5日，數名防暴警合力將一名少女抬起。其間少女跌在地上被拖行，所穿著的裙子脫落令下半身走光，但防暴警毫不理會[161][158]。

- 2019年8月23日，一名女被捕人揭發她被捕後在警局在沒有合理解釋下被逼裸體搜身[162][163]，連內衣褲亦必須全部脫下，其間她多次被筆拍打其手部及雙腿之間。程序完結後搜身房大門打開，有十多名男警站立在門外。此事件更是導致三萬參與2019年8月28日反警察性暴力大遊行的導火線[164]

- 2019年8月29日，警方被揭發用硬物磨女被捕人士的陰蒂，更餵其進食利尿藥物使該被捕人士失禁[165]。

- 行政會議成員羅范椒芬9月聲稱有「朋友的朋友」家庭中，有少女示威者為其他示威者當「天使」提供性服務，但沒有提出具體證據證明，被質疑散播謠言。[166]此後，警員常引用這些假新聞及謠言，常態化地以「妓女」、「天使」、質問「有否提供性服務」等涉及性暴力、性騷擾言詞，惡意羞辱被捕的女示威者。[167]

- 2019年10月7日，防暴警察在屯門兆康站拘捕一名19歲懷孕女子，女子報稱不適，送往屯門醫院婦科產前病房，有男警被揭發曾以「核對資料」為由，闖入產房範圍，期間事主僅半穿手術袍，用毛氈蓋着身體。[168]

- 11月3日太古城中心有市民聚集及發生衝突，浸大編委會記者，新聞系三年級生鄧澤旻在場採訪期間遭防暴警衝前制服，被指涉嫌在公眾地方行為不檢拘捕。鄧被扣留20多小時後獲䆁，他稱被捕一刻有便衣男警以性暴力言語恐嚇，稱「新屋嶺玩雞姦好好玩」。[169][170]

## 褻瀆宗教

### 侮辱宗教言論
在反對逃犯條例修訂草案佔領行動期間的2019年6月12日，有牧師試圖隔開警民衝突，卻遭警察出言侮辱宗教信仰，揚言「叫你耶穌落嚟見我地」，其後有市民入稟法院要求警務處長道歉。
2019年11月3日，有網民發起在全港七區「緊急行街」，大批警察在沙田百步梯外搜捕並制服多人，當市民指警方不可以假定市民有罪時，有警員疑曲解基督教教義，聲言「呢到個個都有罪架啦！上帝話架」。
2020年5月10日，身兼義務急救員的基督教儲聖會的姜牧師被捕時，警員稱他為「邪教教主」。

### 損壞宗教場所
在2019年10月20日九龍區反送中遊行期間，警方派出人群管理特別用途車（俗稱水炮車）驅散人群，沿彌敦道推進時使用藍色催淚水劑噴向九龍清真寺，導致清真寺大閘和寺內不少地方被污染，十多名市民及記者被擊中。立法會議員譚文豪、伊斯蘭教宗教人士簡浩明、民陣先後批評警方故意污損宗教場所，侮辱及不尊重伊斯蘭教和宗教多元。事後特首林鄭月娥聯合警隊高層向寺方致歉，警方在記者會上指出他們是在驅散行動時「誤中」清真寺。
同日，香港聖公會轄下位於彌敦道的聖安德烈堂亦遭警方水炮車的顏色水劑噴中，導致教堂入口被污損。

## 闖入私人地方
警方多次在沒有搜查令的情況下闖入私人地方。

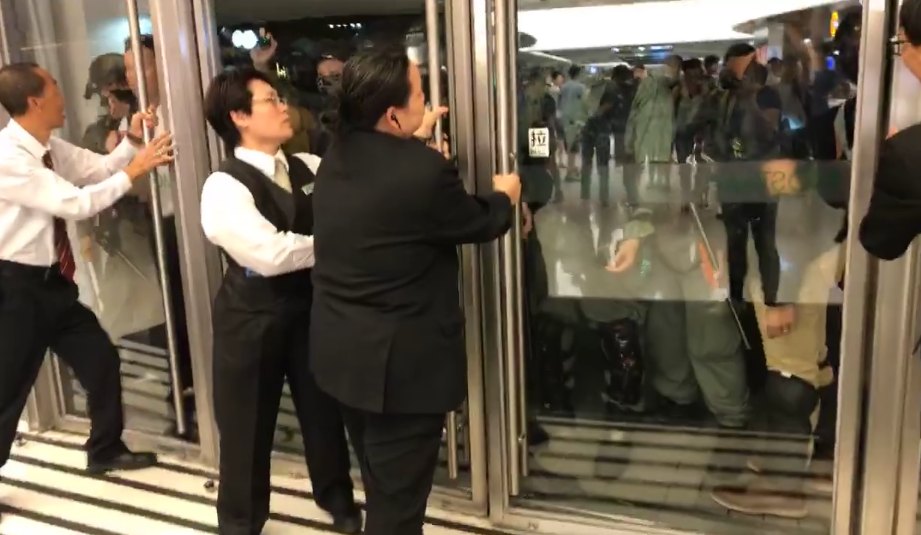
2019年10月7日，四名新港城中心保安嘗試擋住商場大門阻止防暴警察進入商場，但最後被警察闖入

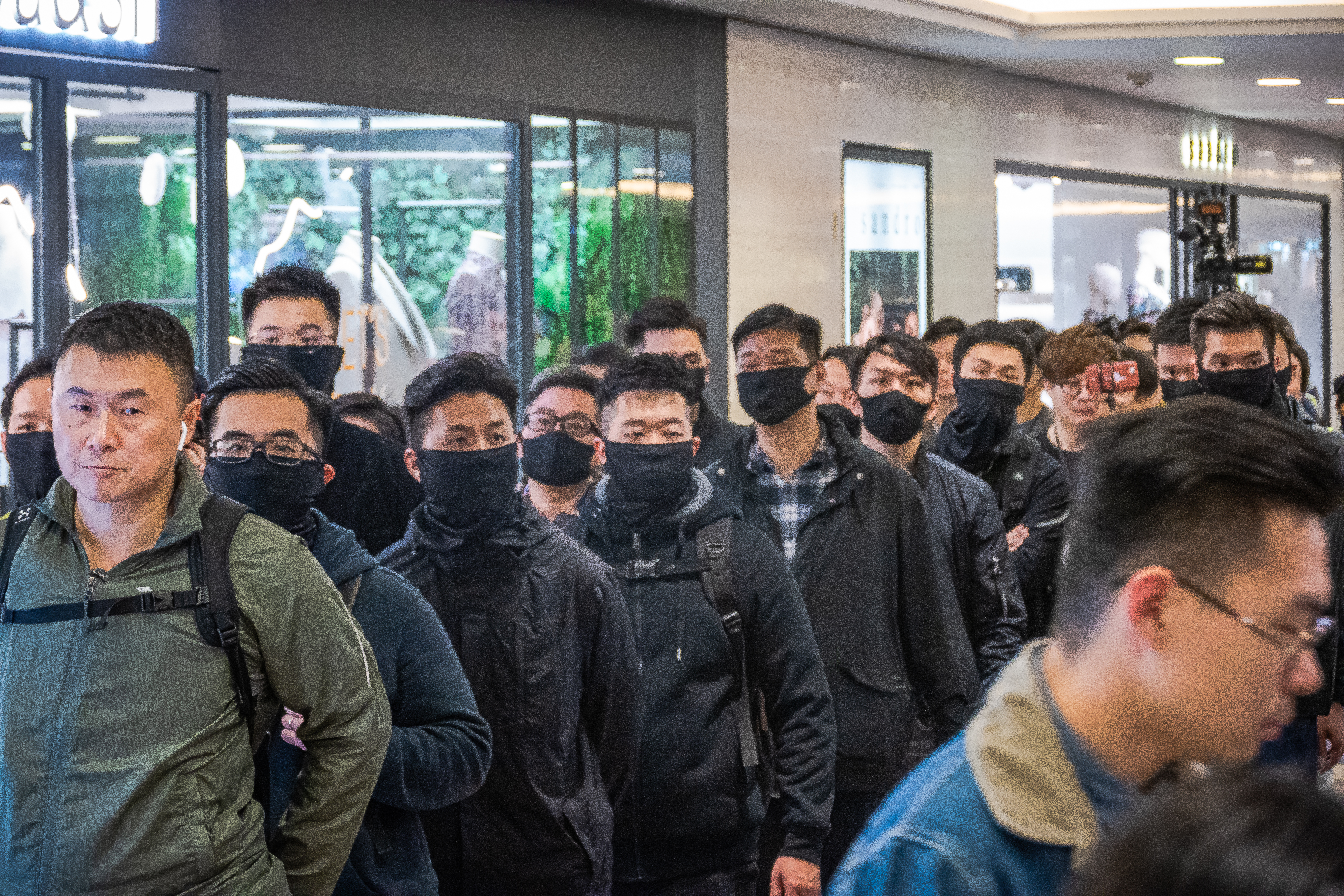
2019年12月21日，多名便衣警員在尖沙嘴海港城監視

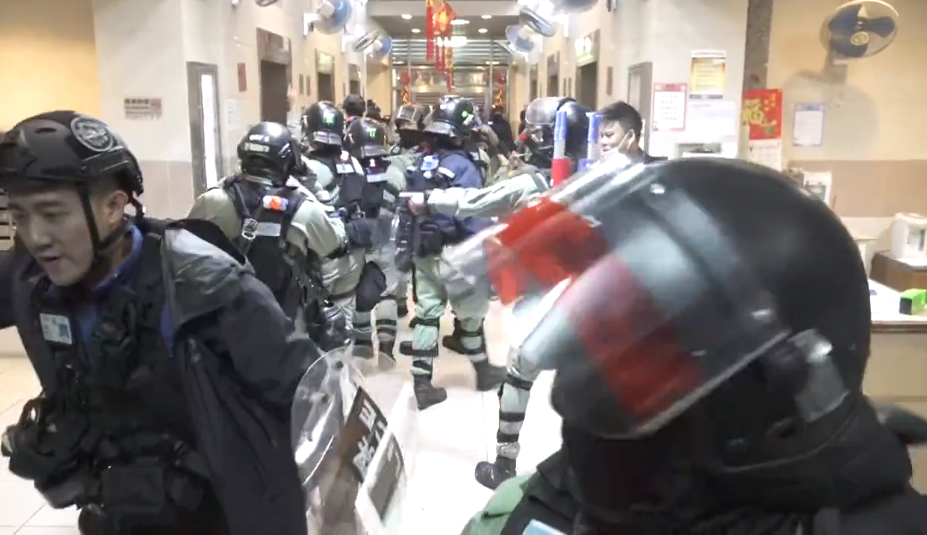
2020年1月26日晚上暉明邨衝突，多名防暴警察一度衝入雍盛苑雍華閣地下住宅大堂，聲稱現場是非法集結

根據《警隊條例》第50（3）及（4）條，如任何警務人員有理由相信任何須予逮捕的人已進入或置身在某處，則居住在該處或管理該處的人在該警務人員提出要求時，須容許該警務人員自由進入該處，並給予一切合理的便利，以便他在內搜查，而無須搜查令。然而，警務人員實際上須有明確予以拘捕的目標，方可在無搜查令下進入處所，而不是隨意闖入私人地方，並作漫無目的之胡亂搜捕。。
- 2019年7月14日，大批防暴警員闖入沙田新城市廣場執法，商場保安並無阻止，結果引發大規模衝突[186]。
- 2019年8月2日，一批防暴警員闖入馬鞍山雅景臺執法，結果無人被捕。而保安因主動開門給警察入內，事後被暫時停職[187]。
- 2019年8月11日，一批防暴警員闖入黃埔花園執法，保安沒有阻止，結果保安主管遭居民喝罵達8小時[188]。
- 2019年9月6日，一批防暴警員員嘗試闖入將軍澳安寧花園執法，遭保安成功拒絕[189]。
- 2019年9月7日，兩名防暴警員突然闖入大埔富雅花園第三座執法，保安未及阻止。結果不但沒有人被捕，門柄更遭防暴警員撞斷[190]。
- 2019年10月6日，大批防暴警員嘗試闖入小西灣藍灣半島執法，遭保安成功阻止。無法進入的警員，曾大罵「這裡是曱甴竇」[191]。
- 2019年10月7日，大批防暴警員闖入馬鞍山新港城中心執法，結果制服一人，並推跌立場新聞記者何桂藍。商場保安曾嘗試阻止，但不成功。期後，馬鞍山新港城中心四男一女保安涉阻止防暴警察進入商場，被控阻差辦公而被捕，在馬鞍山警署接受調查後保釋候查[192][193]。
- 2019年10月7日，一批防暴警員闖入太古康怡花園執法，結果帶走三人。保安因未有阻止警員，事後保安主管遭大批居民指罵。其後警方再次兩度闖入康怡花園範園，但沒拘捕任何人，兩次都在街坊辱罵聲中撤離[194]。
- 2019年10月8日，大批防暴警員突然闖入大埔大埔廣場宜興閣地下，對數名居民搜身查問，保安未及阻止。當區區議員區鎮樺嘗試調停，卻被警員趕走[195][196]。
- 2019年10月27日，大批防暴警員突然闖入黃埔花園，並向平台施放催淚彈，並拘捕4人。其後在大批居民指罵下，向人群射胡椒噴霧[197]。
- 2019年10月28日，大批防暴警員突然自行輸入密碼闖入屯門寶怡花園平台，並在平台向樓上施放催淚彈，擊毀多戶玻璃窗[198]。
- 2019年10月29日，大批防暴警員突然再次闖入屯門寶怡花園，保安因主動開門讓警員進入而被停職[198]。
- 2019年10月30日，大批防暴警員突然闖入屯門兆軒苑逸生閣，在地下大堂逼令現場人士跪地抱頭[199]。警方在那裡拘捕62人[200]。
- 2019年10月30日，大批防暴警員硬闖屯門珀御食肆「東屋台」，在那裡拘捕多人，包括兩名店員[201]。
- 2019年11月3日和4日，警員多次闖入私人地方︰
  - 11月3日晚上，大批防暴警員闖入太古城中心，拘捕多人。保安表示並無報警，對警員闖入並不知情[202]。
  - 11月3日晚上，大批防暴警員闖入鑽石山荷里活廣場，並對兩名市民搜身。保安多番被追問為何讓警員入內[202]。
  - 11月4日凌晨，大批防暴警員闖入將軍澳廣明苑，遭一名議員助理要求警方離開私人範圍[202]。
- 2020年1月26日暉明邨衝突，多名防暴警察一度衝入雍盛苑雍華閣地下住宅大堂，聲稱現場是非法集結，居民被搜身後才獲放行。[203]
- 2020年2月1日及2日，防暴警員多次闖入美孚新邨屋苑範圍截查街坊，並舉起藍旗。區議會副主席伍月蘭因查詢為何將居民按在地上而被警方帶走。有居民被噴胡椒噴劑不適。[204]

自2020年第二季起，防暴警針對網民號召在商場叫喊口號等活動，以執行《公安條例》及《預防及控制傳播疾病規例(599G)》為由任意闖入、封鎖商場範圍，並截查搜捕在場人士，已經變成常態。

### 闖入及攻擊大學校園
警方也曾闖入私人地方之一的大學校園執法。有評論指此舉違反西方社會約定俗成，執法單位除非獲大學同意或邀請，否則不會主動進入大學校園行動，以示尊重學術自由、院校自主傳統。警方2019年11月12日的說法指香港無一個地方「無王管」，引用《公安條例》條例指警員有權進入校園、商場等地執法。
- 2019年6月13日凌晨，警員曾經闖入香港大學一棟宿舍[207]。
- 2019年10月6日，警員一日內兩度闖入大學校園︰
  - 凌晨，一批警員闖入香港中文大學截查5人[208]。
  - 下午，一批警員闖入香港浸會大學傳理視藝大樓，拘捕3人[208]。
- 2019年11月11日，警察於多間大學校園執法，包括香港中文大學、香港理工大學和香港大學，並發射催淚彈，橡膠子彈和布袋彈[209]。警方說法指行動不是「攻入校園」，而是因為有人犯法，警方要跟進及行動[206]。
- 2019年11月12日，因應有示威者在中文大學二號橋往公路投擲物品，警察再闖入香港中文大學，並發射超過1,000發催淚彈、橡膠彈、布袋彈、海綿彈等多種彈藥。到晚上，警方武力一度升級，出動水炮車驅散示威者，加剧香港中文大學警民衝突。

## 懷疑釣魚執法
警方於爭議期間亦被指有釣魚執法行為，刻意隱蔽身份，採取手段引誘被執法人做出違法行為。而《刑事訴訟程式條例》（香港法例第221章）第89條（協助犯，教唆犯及從犯）：“任何人協助，教唆，慫使或促致另一人犯任何罪行，即屬就同一罪行有罪。”。
2019年12月28日晚有網民發起在九龍灣德福廣場進行抗議活動，期間有防暴警懷疑拍攝現場記者樣貌放到telegram即時通訊群組，惟被網民發現涉事者疑似同時加入多個示威集會相關群組，發表煽動性言論。有網民質疑警方主動引人犯法，再行誘捕。由於這類「釣魚執法」手段，是執法者主動引誘原本未有犯罪人士，做出犯法行為，故此舉不單是極不道德的執法手段，也有觸犯教唆罪行之嫌。

## 非法竊取或暴露他人私隱
立場新聞一名男記者12月26日於大埔超級城採訪期間，遭便衣警員要求出示身分證，警員將身分證放在直播鏡頭前長達40秒。
香港眾志秘書長黃之鋒包圍香港警察總部案件中，控方證物包括黃之鋒WhatsApp和Telegram通訊記錄。黃之鋒稱自己當時使用iPhone XR，事前從未收到警方查閱手機內容手令，亦從未提供密碼，批評警方行為猶如黑客，侵犯其私隱。
根據香港法庭做法，所有以非法手段取得之「證據」，皆不會被視作有效，不能呈堂。

## 殘疾中傷
有網民於2020年4月26日號召在太古城中心發起「和你唱」行動，大批防暴警到場驅散，又擅闖太古城私人屋苑範圍設防線。於2019年11月3日太古城襲擊事件中，被兇徒咬掉左耳耳廓的東區區議員趙家賢到場調停時，有防暴警惡意嘲諷他「冇咗隻耳聽唔到」，又在他面前不斷揉耳，疑刻意針對其耳廓傷患，作侮辱性言論及動作。趙家賢4月29日就防暴警涉嫌「殘疾歧視」及「殘疾中傷」，向平等機會委員會投訴。
2020年5月1日，失明律師陸耀輝監察警員行動時，遭警員嘲諷她「你盲嘅，監察啲咩？睇到啲咩？」。而她先前在警署內，也被警員質疑她是否失明，要即場取下假眼證明。

## 不當詮釋法律
在禁蒙面法實施後，保安局局長李家超曾口頭承諾記者可獲豁免。2019年10月27日晚，一名防暴警員截查記者時，指「記者冇豁免㗎（記者沒有豁免的）」，繼而強行扯脫記者的防毒面罩。

### 妨礙司法公正
警員懷疑妨礙司法公正行為，包括干擾證物、惡意抹黑刑事案件報案人及自編自導刑事案件。

#### 2019年8月方仲賢被捕案
- 2019年8月6日，警方於深水埗拘捕香港浸會大學學生會會長方仲賢，警方在翌日舉行記者會上，聲稱方當時購買的是「雷射槍」而非「觀星筆」，又即場示範以其中一支宣稱被搜出的「雷射槍」燃點帶油墨的報紙。然而，警方在法庭審訊前公開並高調示範證物一舉，被質疑是妨礙司法公正[219]。

#### 2019年11月荃灣警署強姦案
- 警方11月9日證實接獲律師報案，表示一名18 歲少女聲稱於荃灣警署內被多名警員輪姦，並於伊利沙伯醫院接受終止懷孕手術。事主透過代表律師11月11日發表聲明，批評負責調查案件的警員「似乎有系統地抹黑少女X及她的投訴」，包括以不具名的「警方消息人士」洩露有關案件的資料，令人相信此舉是有意公開抹黑事主並影響未來的起訴。聲明又透露，在11月4 日，事主得知警方在她事前未知悉或同意下，取得搜查令以檢取她的私人醫療紀錄，包括遠在案發之前的紀錄[220]。警務處處長鄧炳強高調宣稱報案人已人涉嫌報假案被通緝，報案人亦已因此流亡海外。

#### 2020年4月葵涌警署汽油彈案
警方於4月13日晚上，在葵涌警署附近的葵芳邨截查一名21歲大專生，從其袋中搜出2枚汽油彈，調查期間有人透露受第三者招攬，從而揭發疑有警務人員自編自導案件。4月20日警方以涉嫌「妨礙司法公正」，在秀茂坪拘捕一名駐守葵青警區38歲警長。 

### 懷疑栽贓誣諂
警方多次拘捕示威者期間，被拍攝到向被捕人士的手、袋、身旁放置不明物件，被質疑是栽贓誣諂。
- 8月31日太子站襲擊事件中，有被捕者指控被警方壓倒後，將不屬於自己的防毒面罩、眼罩強行塞到手上。[223]。

- 有網民12月14日發起多區大型商場「和你Christmas Shop」活動，一名穿黑衫市民在商場內近通往沙田站的出入口，突被多名防暴警制服。然後一名中年男子用腳將一柄鎚子，像傳球一樣踢向防暴警，一名便衣警配合將之踢向被捕者身旁。[224]。

於11月香港理工大學衝突期間，有催淚彈射入柯士甸路的西醫診所及其相連民居引發火警，事件中近半間屋被焚燒，險釀傷亡，有餐廳老闆目擊警員掟磚入起火單位，質疑插贓嫁禍示威者。

#### 防暴警察攜軍刀執勤
2020年5月24日，有防暴督察於執勤期間疑擅自、非法攜帶無刀套保護之軍刀，刀鋒外露懸掛於戰術背心外，期間該警員更不慎將刀掉落地上。有線新聞就事件向警方查詢，警方指裝備部署屬行動細節、不會公開，引起網民質疑軍刀是用來插贓嫁禍示威者。。然而，根據《警察通例》，利刀並不是警務人員可配備的制式武器，也不是行動中可對他人使用的合法武力。

### 不當使用法庭搜查令
2020年1月，警察被揭發疑利用申請搜查令的漏洞，將大量被捕人士的手機、平板電腦等電子裝置，集中存放在灣仔警察總部，再申請法庭手令搜查警總，便可一次過搜查電子內容，繞過逐名疑犯申請入屋搜查的程序。手令只是籠統地指資料有助調查，但未有指明有何疑犯、案發時間和地點等未有指明疑犯等資料，機主也無法得悉手令存在。其後有被捕人士入稟要求法庭聲明兩名簽發搜查令的裁判官，以及執行手令的警方，行為皆屬非法。

### 濫用《預防及控制疾病（禁止群組聚集）規例》
針對新冠肺炎疫情在香港爆發，政府於2020年4月頒布香港法例第599G章《預防及控制疾病（禁止群組聚集）規例》，禁止多於特定人數的「群組聚集」，警方此後即常態化地濫用此條例打壓集會，票控參加集會人士、開設宣傳街站之社運人士、甚至身處封鎖範圍，與集會完全無關的一般市民、被警方單方面否定記者身分的非主流媒體工作者等，皆會遭無差別票控。
2020年4月21日元朗有網民發起紀念元朗襲擊事件集會，大批防暴警當晚在元朗大馬路一帶行動，期間有青少年指控被防暴警截停，聲稱他們其他不相識途人「群組聚集」，發出定額罰款告票。
另外，自2020年元旦遊行後，絕大部分遊行集會均遭警方以「預防傳播疫情」為由完全禁止。

### 發假誓提供假口供
立場新聞曾經作出統計，指最少21宗案件，涉及警員證供有問題，裁判官在判決時，甚至指作供警員「大話冚大話」、「砌詞狡辯」、「信口開河」。由於這些警員作供前需發誓，換言之作假口供的警員，已經在「發假誓」。但這些作假口供的警員，卻很多時沒有後果。

## 精神控制
警隊亦被指在內部加緊對警員的身體和思想控制，以強化警隊對示威者的仇恨，亦有聲音批評警隊高層靠攏中國大陸當局，不再維持政治中立。在2019年香港區議會選舉結果出來後，即使結果顯示主流民意不支持警隊，但警員只是覺得「香港人大部份人都被洗腦」、「青少年遭人煽惑犯法」、「有人刻意煽動仇警」，而自己所作所為「仍然是正確無錯」。
而梁啟智引述監警會報告內的附錄時，當中由倫敦大學學院學者所寫的香港警員的態度與經歷報告，指出多個問題，包括高估市民支持度、法治理解十分狹窄、認同為求目的不擇手段、心理狀況出現問題等。

## 搶掠商舖
在2020年5月24日網民發起「反國歌法、國安法大遊行」期間，數名防暴警察闖入銅鑼灣一便利店，擅自取去至少一瓶樽裝飲品，沒有付款即行離去，有觸犯盜竊、甚至搶劫罪之嫌。雖然警員兩度表示「轉頭」、「轉頭我爭（拖欠）你」，不過被質疑便利店是否可以「後數（事後付款）」。有關片段曝光後，網媒PSHK拍攝到，有3名相信是警察公共關係科警員前往該便利店，詢問店員「拎咗幾多支水？」，疑為未付款就取走飲品的警員「補鑊埋單」。
不過，律師黃國桐表示，該名警員未有付款，更即場飲用樽裝水，只要離開了付款範圍，即使事後付款，仍有可能觸犯盜竊罪。《警訊》2017年曾經就「不付款而離去」作罪案呼籲，指出明知要付款而離去，不論是否有意，都觸犯不付款而離去罪，最高可判監3年，因此市民質疑相關警員已干犯盜竊罪行。根據香港法律，事後付款不是盜竊、搶劫罪行的抗辯理由。

## 嫌犯待遇
警察在醫院索閱示威者病況引起醫護界嘩然。有被捕人士向傳媒表示，指曾被用作扣查被捕者的新屋嶺扣留中心，懷疑有虐打被捕者情況發生，亦有被捕人指控警員曾施以性暴力、另有人疑曾遭性侵犯。有律師指控警方阻撓接觸被捕人，質疑警方企圖在被捕人無律師代表陪同接受調查下，進行暴力逼供，或利用部分他們對法律及自身權益認識不足（例如威嚇被捕人行使緘默權等同自招嫌疑；使用「好警察壞警察」手段等），引導他們作出不正確、對自身不利的證供。
兩名軍裝警員被指於6月25日晚上，涉嫌虐待因疑似襲警被捕、留院北區醫院急症室的醉翁。虐待手法包括行連環掌摑事主、揸事主下體、以沾尿的上衣掩蓋事主口鼻、強行脫下事主外褲及內褲，多次用警棍戳事主下體及肛門。該名警員離開前，把手套脫下並放在事主臉上多次掌摑事主，結束第二輪約六分鐘的施暴。
兩名警員其後被捕，並且被判罪名成立。

### 虐待精神病及其他長期病患者
有患精神病的被捕者在拘留期間已表明有殘疾人士登記證，三次向警員要求服藥及入院被拒，更被警員斥是「玩嘢」、「多餘」，期間警察甚至對其作出人身攻擊。有受害人最終在被捕 30 小時才獲釋放，其後出現抑鬱狀態及惡夢，需要會見心理輔導及加重新藥的劑量。曾任輔警的律師林正文指，警方早在2018年5月向立法會稱，指所有前線警員均已接受對處理 MIP 的培訓，但警方漠視有關人士請求，是違反多條警隊守則及指引。另外，有被捕人士的上司嘗試送藥到警署亦遭拒。

### 故意扣起被捕人士衣物
柴灣區議員曾健成指，於2020年香港元旦大遊行期間，警方故意將被捕人士的衫褲鞋襪扣起，並供應如囚衣一般的灰色衫褲及膠拖鞋要他們穿上離開警署，有惡意羞辱被捕人士之嫌。他期後與多名區議員及巿民收集不同尺碼的衣物、球鞋及食物等放在北角警署外，支援獲釋人士。

### 「分配」編號予被捕者
有律師表示，在警署發現多名反對逃犯條例修訂草案運動被捕者遭警員以不易脫色水筆在前臂寫上一組號碼，認為警方做法猶如二戰時納粹德國為關押在集中營囚犯紋上編號一樣。警方承認曾向被捕人士「分配」編號，但就無回應是否將號碼寫在被捕人皮膚上。

## 以下犯上
在2019年7月元朗襲擊事件後，政務司司長張建宗7月26日為政府對事件的處理手法致歉。但隨即引來大量「警司」、「警員」反擊，他們發起「曬證行動」，展示遮蓋了身份的委任證，指「張建宗不代表警隊」，甚至要求張建宗下台。而警察隊員佐級協會主席林志偉更表示，「所有警務人員」都對張建宗的言論感到「極度憤慨」。但根據《警察通例》第6章22條，「警務人員不可發出匿名信件，此舉可被視為有損警隊良好秩序及紀律的行為」。換言之，這些警員已經違反《警察通例》。而且，政務司司長作為公務員之首，警員的行為已是「以下犯上」。大律師公會前主席陳景生就指，這班警員反應是「恃寵生驕」。而張建宗自此也不敢再提及此事，僅能呼籲大家「向前看」，不要再糾纏721事件上。
另外，因在葵涌警民衝突期間舉起霰彈槍指嚇群眾，成為中國大陸網絡紅人的「光頭警長」劉澤基，多番在微博上批評特首林鄭月娥等政府高層，民主派立法會議員質疑劉澤基網上言論嚴重牴觸《公務員守則》及《警察通例》，向公務員事務局局長羅智光發信，要求跟進。除了民主派外，建制派的田北辰亦曾就劉澤基造謠增加中港矛盾，質問公務員事務局局長羅智光「你點忍呀」。

## 不反對通知書制度爭議
因應早前多個遊行演變為警民衝突，建制派建議警方審慎批出，甚至暫停批出不反對通知書，以避免衝突。民主派和民陣批評這些建議剝奪和平集會權利，打壓示威自由，漠視政府沒有回應訴求的核心問題。
7月24日，十八鄉鄉事委員會去信警方反對就27日遊行批出不反對通知書，指當時網上流傳有人會對南邊圍發動攻擊，又稱「一切嚴重後果將全部由警方負責」。
及後，基於近日遊行後經常發生衝突等原因，警方對7月27及28日的遊行發出反對通知書，但最後仍有大批市民自發遊行。香港理工大學學者陳偉強、7月28日遊行發起人劉穎匡均認為情況顯示不反對通知書制度已經名存實亡，形同虛設。

## 欺壓紅十字會輸血服務中心人員
2020年6月23日，香港紅十字會輸血服務中心到九龍灣輔警總部進行捐血活動時，一批警員疑因有抽血員佩戴批評警方的飾物，要求該中心主管交出涉事抽血員姓名不果後，即時拉隊離場。涉事抽血員個人資料疑被現場參與捐血活動警員曝光，有撐警人士對其進行包括惡意起底、滋擾等網絡欺凌。恆常捐血者程展緯指出，這次事件是因為警員「以自己的標準不相信別人的專業」，以為別人也會用他們的手法，以公權力報復私仇，是他們「心底的孽債」。
然而，消息人士指該名涉及事件的抽血員只是佩戴迷你黃色頭盔掛飾，並無任何侮辱性字眼。食物及衞生局6月26日就事件發稿，指輸血服務中心職員行為「有欠專業」，已要求醫管局及輸血服務中心根據既定機制進行調查，嚴肅跟進事件。輿論批評警員反應過大，紅十字會沒有為職員澄清網上傳聞，反而就事件向警方道歉，更不排除追究有關職員，事件釀成紅十字會「公關災難」，市民由同情、支持該會變成反感，更有網民宣稱往後不會再捐血。

## 爭議言行

### 「曱甴」论
约8月初起，前线警员处理冲突时多次称呼示威者、市民乃至记者作「曱甴」（蟑螂），而示威者及市民则回敬他们作「狗」、「黑警」及「黑社会」。香港警察隊員佐級協會更在8月4日一份书面谴责中，直呼示威者是与「蟑螂無異」、「蟑螂們，請收手吧！」。此後，警員公開以「曱甴」直接呼喝、辱罵示威者以至身在衝突地點附近的一般市民、居民等非警務人員，已變成常態。
在警方记者会上，发言人承认有关说法是「不理想、不礼貌」且欠缺尊重，又呼吁市民体谅警方，双方都「以礼相待」，但對於警員使用此言論是否違反紀律，則一直避而不談，而保安局局长李家超仅称有不满「可以去投诉」。
輿論不斷的指出，「寄生蟲」、「害蟲」一類污名化、非人化是納粹煽動仇恨、種族滅絕的手段之一，是將殘暴對待、甚至殘殺特定群體合理化、正義化的藉口。其中，「蟑螂」的稱呼更與盧安達大屠殺中胡圖族對圖西族的稱呼相同，是非人化的罪行。
而到了2019年12月，任職警民關係主任的總督察譚汝禧接受香港電台《鏗鏘集》訪問時，聲稱市民「無需過分解讀『曱甴』一詞」：
|                                                      | 大家有時候對部分稱呼，其實不需要過分演繹。「曱甴」當然你們可能視為很差的比喻，從另一角度去看，「曱甴」是否富有生命力呢？ |
| ——香港警察警民關係主任、總督察譚汝禧，《鏗鏘集》字幕 | |

### 呼喝「隻揪」挑釁打架
網民7月7日舉辦「九龍區大遊行」，部分示威者晚上轉到旺角。警員於旺角匯豐總行對開行人路，與示威者發生衝突期間，警員鍾俊邦向示威者以粗言大聲呼喝「咩呀，認X住我呀」、「隻揪呀！」（即單挑的意思）
及後，鍾俊邦當時的照片被製成海報，張貼在不同的連儂牆，甚至台灣，英國及加拿大都出現有關海報。

### 「黃色物體」論
2019年9月，警察在後巷向一名身穿黃衣躺在地上的守護孩子成員執行私刑，事後警方發言人韋華高在記者會上表示片段「不太清晰」，他們只是腳踢「黃色物體」（指示威者），也是非人化罪行在運動中的例子。

### 「開香檳」論
2019年11月8日晚上，即周梓樂離世當晚，全港各區有悼念活動，及後演變為警民衝突，在屯門大會堂近市中心站的行人天橋上，防暴警員對橋下的黑衣示威者對峙，一名警員在電視直播鏡頭前挑釁示威者、侮辱已逝者指「過嚟報仇啊，曱甴！（過來復仇吧，蟑螂！）」、「過嚟隻揪啊！（過來單挑吧！）」、「我哋今晚開香檳慶祝啊！（我們今晚開香檳慶祝！）」。警方承認字眼不恰當，高度關注事件，已訓斥相關人員須注意個人言行及提升敏感度。

### 侮辱公共屋邨居民
一名中五男生在10月1日荃灣衝突中，遭防暴警以真槍實彈近距離轟胸重傷後，大批市民10月2日在多區遊行抗議警暴。其中大圍田心警署外，有防暴警情緒失控，清場時兩度向在場市民喝罵：「你住公屋有乜X嘢地位！」（你住公屋有個雞巴地位？）。（然而，香港不少前線、員佐級警務人員實際上都是公共屋邨居民。）

### 被指恐嚇外國記者
一名前往香港採訪的德國戰地記者倫澤（Enno Lenze）指自己於2019年11月11日衝突中，被香港警察恐嚇。該記者曾於伊斯蘭國進行採訪工作，但於前往香港後，於11月11日在Twitter留言，指香港警察比伊斯蘭國更「難以預計」，自己「更害怕香港警察」，警察對其自身行動亦非不情願，又指經常聽到示威者對他表達謝意。同日，他又在Twitter再留言，指香港警察非常具侵略性，非常緊張，說「警察要求我立即停止報道，離開香港，並不要再回來」。

### 公開恐嚇殺人
2019年11月18日香港理工大學大規模衝突爆發後，全港各區均有大批防暴警察，配備只能發射實彈，殺傷力極高的AR-15步槍。在大埔太和路有防暴警過橋時，被在場街坊指罵，該批持步槍的蒙面警大罵：「你唔好走啊，我要六四重演！」（你別走，我要六四重演！），疑威嚇要使用槍械大規模殺害市民。

### 「皇軍式」侮辱及恐嚇市民
2020年3月8日，網民自發到將軍澳悼念周梓樂逝世四個月，活動期間警員將部份市民帶入停車場內進行搜身。網媒Flash Media Hong Kong錄得片段所見，七名蒙面警員疑情緒失控，輪流以粗口辱罵一男子，更要求男子向警員逐一道歉直至滿意為止，當警員發現記者正在拍攝便多次呼喝要求關機、交出所拍攝的相片和影片，並質疑記者身份並指拍攝行為是「挑戰警察」，最後記者被帶到一旁截查，態度惡劣，猶如三年零八個月中，皇軍動輒暴力虐待「無禮」民眾一樣。事後警方僅稱會對涉事警員訓斥，但未回應會否勒令他們停職
。

### 「I can't breathe」論
2020年6月，警方在旺角截查市民期間，有防暴警員走向外籍記者鏡頭前，多次叫喊「Black Lives Matter」、「I Can’t Breathe」等美國反警暴口號，又叫喊「There is not America」。
|            | Black Lives Matter, Black Lives Matter, Black Lives Matter; There is not America, There is not America, There is not America,ok? You that it say:I Can’t Breathe, I Can’t Breathe, I Can’t Breathe! |
| ——防暴警員 | |

警察公共關係科回覆查詢時表示知悉有關短片，處方關注有前線警務人員使用與其職務無關的字眼，已訓示相關人員須注意個人言行及提升敏感度。警方表示，如有任何人員涉嫌違紀，會按照既定機制作出調查及因應調查結果，決定是否採取紀律行動，強調一向重視人員的操守及紀律，亦有嚴謹守則規管言行，以維持警隊專業形象。

## 任意拘捕

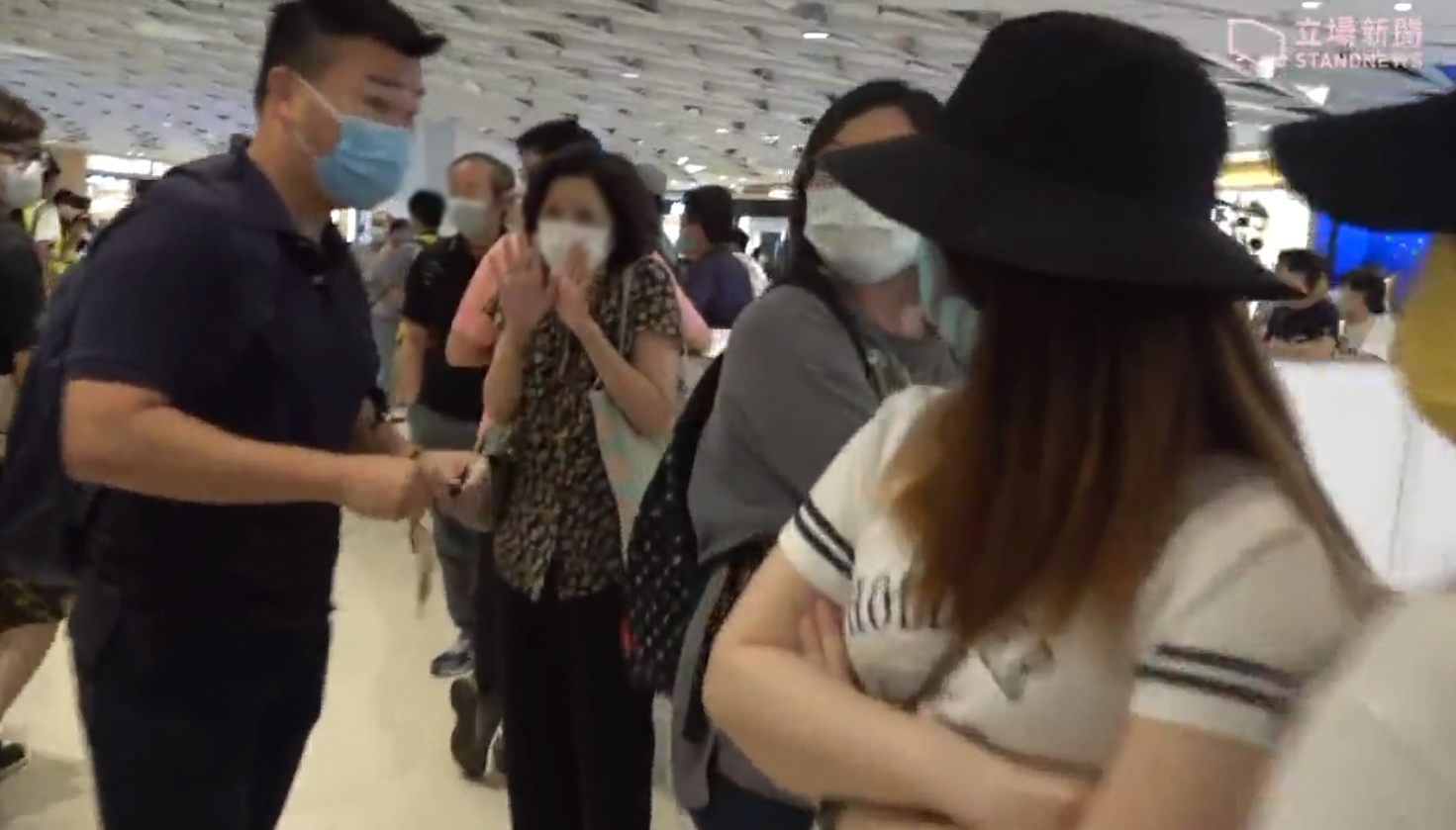
2020年6月25日元朗YOHO端午節和你shop，有便衣突然要求在場圍觀和路過遊人不可離開，之後才拿出委任證進行截查。事後被截查人士全部被捕

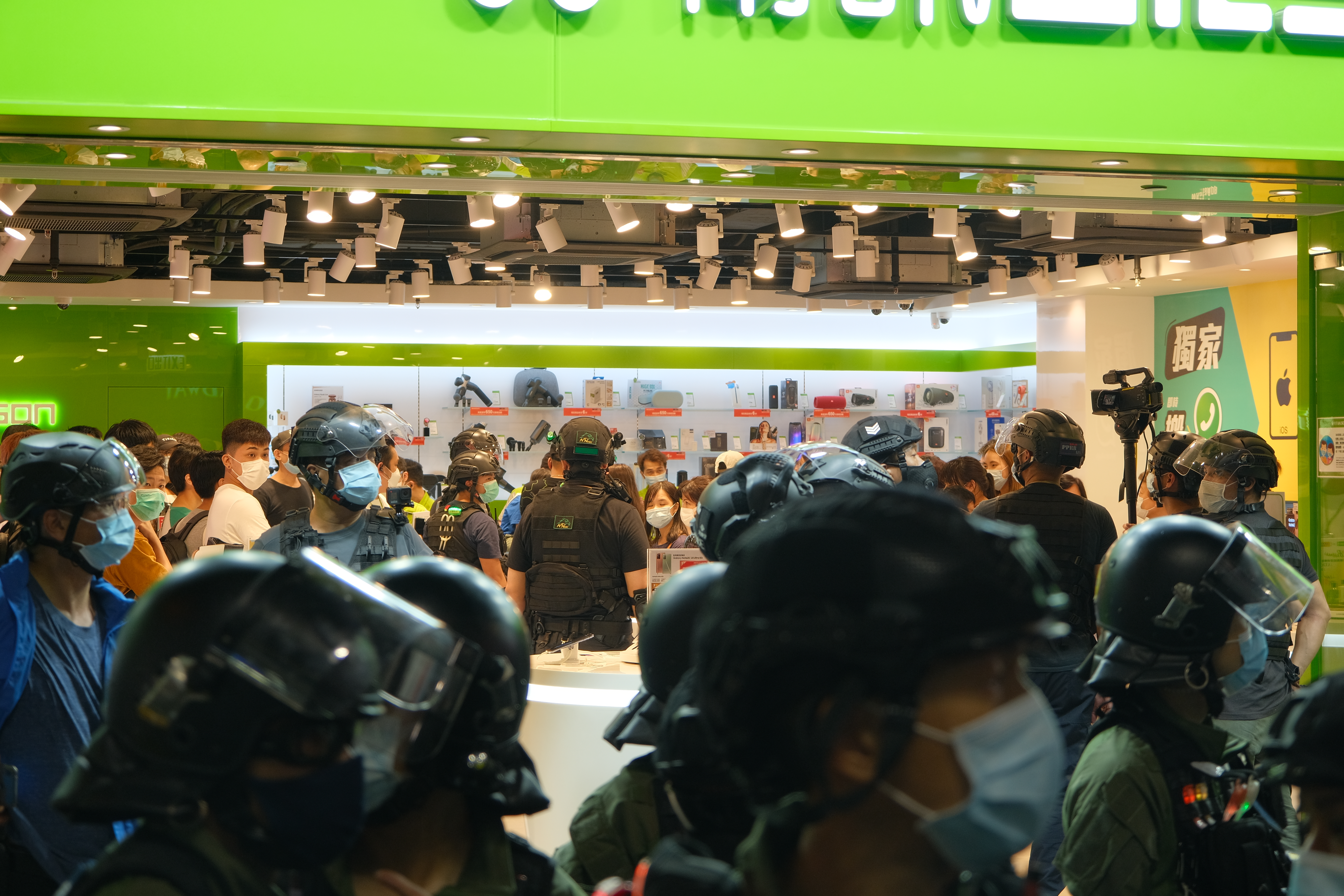
2020年9月6日晚上，在衛訊店內的30名顧客無法離開，有警員進入搜查，全部人被指涉「未經批准集結」被捕

警察於反對逃犯條例修訂草案運動中，多次對路過，和任何抗議活動無關的人作出拘捕，甚至以懷疑非法禁錮、毆打、恐嚇手段企圖強行奪取市民「關鍵物證」。惟未被正式拘捕的市民無責任、無義務要配合警方「協助調查」。
2019年8月，有未有參與示威活動的市民駕車誤入示威區，其後警員致電他作預約拘捕，稱要取得行車記錄儀資料，但因該行車記錄儀記憶體有限，沒儲存的影片會被覆寫及刪除，所以沒有相關示威片段。當該名被捕人士解鎖手提嘗試聯絡律師的時候，警員即一手搶了他的手機，又反諷：「呢度冇CCTV，我做乜都得。」其後該市民被拘留10小時，期間遭警員拳打腳踢，又要他吃白麵包和飲廁所水。律師陳惠源批評，警方沒有作正式拘捕，又沒有法庭搜查令，以恐嚇勒索方法去拿取物主的影片，不順從就送入新屋嶺受虐，實屬非法禁錮。
於2019年10月1日，一名地盤男工在屯門街上踏單車時被警員截查，因背囊孭帶上扣着刀鋒長3厘米的迷你匕首，被控違反在公眾地方管有攻擊性武器罪。但其後開庭時，就連作供警員也承認當時附近一帶沒甚麼特別事情發生。
於11月2日，警方在銅鑼灣截查多人，其中一名人僅因藏有兩支士巴拿，被控管有可作非法用途工具罪。惟案件再提堂時，控方稱因證據未足以達至合理定罪機會，故提出撤銷控罪。最終裁判官批准，並同時批准被告的訟費申請。
於2019年11月18日早上8時，警方在尖東附近，出動逾百名防暴警及速龍小隊進行圍捕，拘捕數十名男女，包括用腳把市民壓在地上，有被捕人甚至頭破血流。有目擊人士表示，不少是上班一族，質疑警員任意拘捕。

於2020年香港元旦大遊行，有路過市民購物、吃飯、逛街或圍觀，但在未聽到警方警告下在街頭被捕，多名獲釋者均指警方「絕對係濫捕」，被捕人士當中甚至有些是親建制派支持者。就連港島總區（行動）高級警司吳樂俊，於回應記者質詢時，也承認有部分人並無涉違法行為但亦被警方拘捕。
2020年6月25日元朗YOHO端午節和你shop，便衣警員在商場內突然截停10多名市民，事後全部被反鎖手銬或綁索帶，之後被帶走。
2020年9月6日九龍大遊行，不少市民走入西洋菜南街「衛訊電訊」店內迴避，不過警員隨即封鎖店鋪門口，禁止店內顧客離開，更走入店內逐一登記市民的身份證及拍攝容貌。到晚上8時半，警方佈以「未經批准集結」拘捕近30名市民，有媒體觀察整個截查至拘捕行動歷時近4小時，被搜查的市民須一直站立等待警車到場。

## 影響

### 警權無限膨脹 人權全面剝奪
在外界無從制衡、政府縱容下，警權自反修例運動爆發後無限膨脹，市民遊行示威被完全禁止，警方屢以《港區國安法》拘捕展示個別標語、口號示威者，又篩選並拘捕記者、甚至一般市民外出消費也隨時遭防暴警任意拘捕，港人的言論、遊行、集會、新聞自由在內的基本人權已被剝奪殆盡。

### 警隊民望下跌

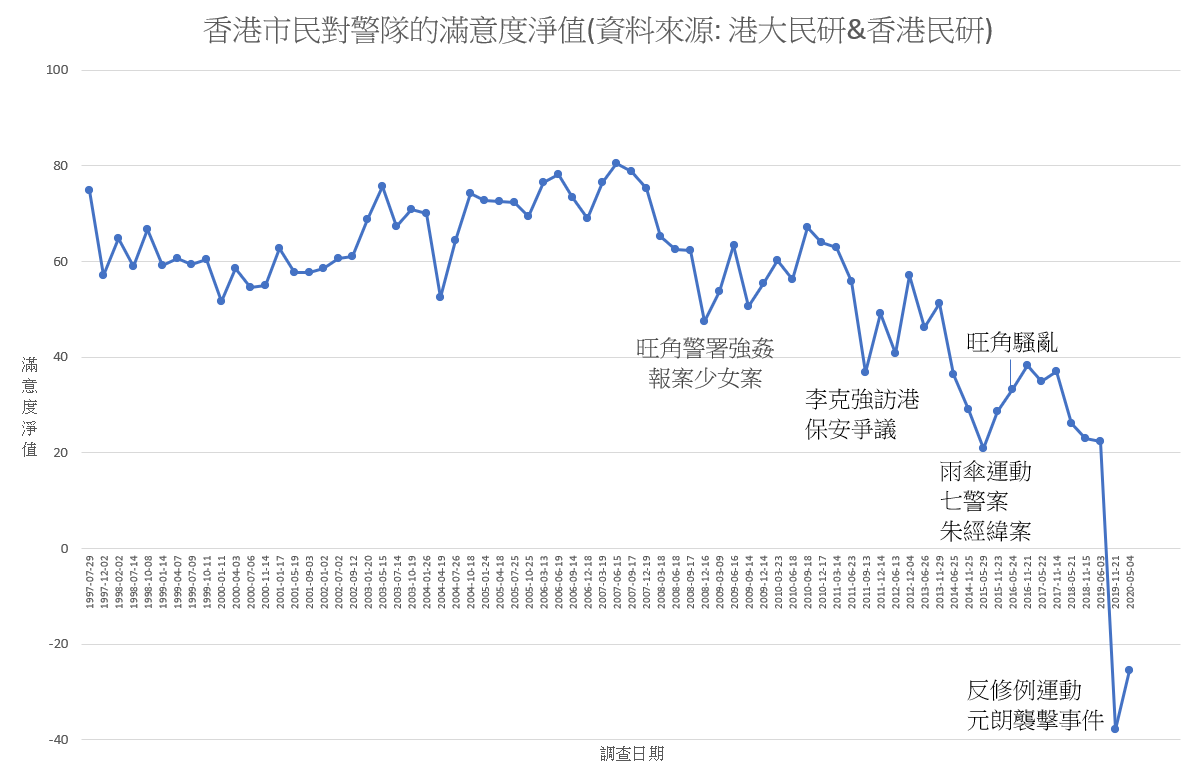
香港市民對警隊的滿意度淨值

在2019年10月15日明報公佈的民調中，警隊評分只有2.6分（10分滿分），當中超過一半受訪者更直接給予0分，即「完全不信任」。而根據香港民意研究所在11月18日公佈的警務處滿意度評分，只能獲得39.4分（100分滿分），是有紀錄以來最低。另外根據香港民研在12月7日公佈的警務處滿意度評分，只能獲得35.3分（100分滿分），是1997年回歸後新低，當中四成受訪者更直接給予0分。
批評聲音指出，警隊對政府影響力、武裝自6月12日立法會衝突後持續膨脹，在不斷有新的濫權、濫暴指控下，管理層完全拒絕道歉和問責，並將所有問題推卸到市民、示威者身上，變相包庇、縱容前線人員繼續濫用暴力等各式不當行為；對於民間批評、諷刺聲音，警隊均採取「零容忍」態度，每每以強硬措辭反駁之餘，更威嚇會以嚴厲手段追究。民間有評論質疑，警隊已變成不受任何約束，且自視為法律、任意詮釋法律去對付異己的特權階級，其囂張跋扈形同已篡奪文官政府的實質管治權，令香港變成無異於「軍政府」管治。
批評聲音認為警察的不當行為令其聲譽毀於一旦，在不少市民心目中，警員行為、表現極度敵視青少年，警隊變成惡意針對、欺壓青少年的暴力、流氓集團，再也不受歡迎。當他們接近社區行動時，每每被當區居民群起指罵，要求離開；警方則往往會以「擾亂公眾秩序」、「非法集結」等理由，闖入社區任意搜捕居民作為報復。更有聲音要求解散警隊。除了成年人外，警察在小朋友心目中的形象也嚴重受損。有幼稚園生因為看過電視直播畫面，認為警察「唔捉壞人只係捉好人」。11月7日，有名7歲小童因迷路向警員問路，結果被噴胡椒噴霧。
2019年10月，中华民国内政部一则声明中在沒有加上引号下引述「香港警察」为「香港黑警」。

### 政府官員拒絕問責
香港政府亦被指「蓄意孤立香港年轻人，決意與一整代年輕人為敵」。部分香港建制派議員不滿被政府脅持要支持草案，事後淪輿論箭靶。香港大学社会科学学院讲师丘梓勤批評林鄭月娥錯判民情，管治威信無存，建議她下台。但林鄭月娥不但拒絕成立獨立調查委員會，更不接受有人指「有警暴發生」，認為警員應該以更嚴厲方式回應社會。警務處處長鄧炳強明言，任何批評、針對警隊言論及行動等，都是削弱警隊執法能力，等同「支持罪犯」；他更聲稱部分與反修例運動有關的刑事案件涉「本土恐怖主義」，表明會研究以反恐條例去追究，企圖將反修例運動定性為「恐怖活動」，涉事者則視作「恐怖分子」對付，以便合理化未來對示威者施行更殘酷、血腥的鎮壓。而保安局局長李家超，更明言打算提高香港的恐襲風險級別至「高度」。到時便可以封鎖高風險地點，高調巡邏，並在公眾地方搜查市民。

### 成立獨立調查委員會的呼聲
成立獨立調查委員會是2019年香港反送中運動中的五大訴求之一，運動支持者一直要求政府成立獨立調查委員會以調查警隊在運動期間的濫暴及失職事件，該要求一直被警方堅決反對。2019年11月26日，香港行政長官林鄭月娥表示會考慮成立「獨立檢討委員會」，但不包括調查警方，被民間記者會批評是混淆視聽。但截至2020年5月，「獨立檢討委員會」仍未成立。《信報》引述知情人士表示，籌備工作差不多完全停頓，懷疑已經胎死腹中。至2020年11月，獨立檢討委員會由於沒有人願意擔任主席，一般認為已經胎死腹中。
香港終審法院前首席大法官李國能開腔贊成徹查，認為若沒有獨立調查，市民警察的不滿很可能繼續加劇。田北辰以港區全國人大代表身分去信特首林鄭月娥及主管港澳事務的國務院副總理韓正，說明香港最新進展及監警會調查權力有限，促設獨立調查委員會。香港民主派立法會議員均支持成立獨立調查委員會，但建制派除田北辰外，普遍也反對成立獨立調查委員會。
對於政府的不作為，香港民間自發針對警暴事件作出調查，並於2019年10月推出一共300頁的《香港警隊的法定權力及監管調查報告書》。另外監警會前國際專家組成員，英國基爾大學心理學教授 Clifford Stott，則在2020年11月17日發表報告，批評警方嚴重依賴準軍事方式維持治安，做法過時，亦暴露多次「戰略性失敗」，令警察在民眾心目中的合法性逐步崩潰。至於示威者面對長時間無差別、以及缺乏合法性的警方武力，除了令示威者日後除了更針對警察，行動也愈趨激進。

### 市民仇警潮
在2020年2月，一名防暴警員確診2019冠狀病毒病後，民間掀起慶祝風潮。例如以「最緊要人有事」、「三萬thanks」等字句回應，也有市民開香檳慶祝，認為警員得到報應。類似的慶祝潮，在隨後有警務人員確診2019冠狀病毒病後也有發生。浸會大學新聞系高級講師呂秉權指出，市民認為警員「貪生怕死、貪資源」，;在抗疫期間仍然搞聚會，沒有成為防疫中堅，形容警員表現是「負資產」。臨床心理學家葉劍青指，社會出現整體的「反警現象」，是這場運動的條件反射。除非制度有改變，否則仇警情緒會沒完沒了。
2020年5月28日和29日，分別有2名警員猝死，和一名交通警當值時中風暈倒。網上同樣出現慶祝潮。

### 警隊接連爆出醜聞
由於警隊在反送中事件中濫權濫暴，而又缺乏制衡，導致警隊腐敗不堪，醜聞接二連三爆出。由2020年4月至5月，短短一個月內就有19名警員被捕，罪名包括妨礙司法公正、聚賭、虐兒、販毒、毆鬥、公職人員索取利益等。而警隊高層亦被爆出僭建問題，包括陶輝、莊定賢、鄧炳強等。

### 警隊招募碰璧
由於警隊形象下滑，導致警隊在招募人才方面處處碰壁。據保安局回覆立法會財委會的資料顯示，2019-20年度無論投考或新入職警隊的人數只有766人，也比過去多年有明顯跌幅。同時間卻有1,032名警員離職，當中446名屬「非預知離職」，增幅達38.5%。警方在本地報章刊登的招聘廣告，要罕有地列出高薪作招徠賣點，網上宣傳片段亦標榜歡迎中年人士投考，不再單以畢業生、青少年作主要招募目標。即使有學警體能等方面成績不及格，警校傾向為他們額外催谷訓練補底至及格畢業，而非直接淘汰之。在2020年6月，更有7名學警被揭發在考試時作弊，但他們沒有遭開除處分，反而安排他們重考並將獲准畢業。
除了在本地無法招募人才外，在海外招聘亦多次碰壁。香港警務處曾打算向美國加州大學柏克萊分校香港事務組織招募，但被該組織拒絕。加拿大及澳洲至少4間院校，也把香港警務處的招募廣告撤回。

### 警員心理狀況出問題
監警會委員錢志庸指在一次錄口供的過程中，負責錄口供的警員因長時間工作，認為他有情緒問題。而警察高級臨床心理學家（機構心理服務及支援）麥詠芬也指出，服務使用率比去年上升28%。。

## 外部連結
- 《香港警隊的法定權力及監管調查報告書：第LG2019/002號》（页面存档备份，存于）